# Llista d'asteroides (351001-352000)
Llista d'asteroides del 351.001 al 352.000, amb data de descoberta i descobridor. És un fragment de la llista d'asteroides completa. Als asteroides se'ls dona un número quan es confirma la seva òrbita, per tant apareixen llistats aproximadament segons la data de descobriment.

## 351001-351100
| Nom    | Designació provisional | Data de descobriment   | Lloc de descobriment | Descobridor/s            |
| ------ | ---------------------- | ---------------------- | -------------------- | ------------------------ |
| 351001 | 2003 HM42              | 28 d'abril de 2003     | Socorro              | LINEAR                   |
| 351002 | 2003 HJ44              | 27 d'abril de 2003     | Anderson Mesa        | LONEOS                   |
| 351003 | 2003 JC                | 1 de maig de 2003      | Kitt Peak            | Spacewatch               |
| 351004 | 2003 JE13              | 3 de maig de 2003      | Haleakala            | NEAT                     |
| 351005 | 2003 KH4               | 25 de maig de 2003     | Kitt Peak            | Spacewatch               |
| 351006 | 2003 KX7               | 23 de maig de 2003     | Kitt Peak            | Spacewatch               |
| 351007 | 2003 MT1               | 21 de juny de 2003     | Anderson Mesa        | LONEOS                   |
| 351008 | 2003 OZ27              | 24 de juliol de 2003   | Palomar              | NEAT                     |
| 351009 | 2003 PQ1               | 1 d'agost de 2003      | Haleakala            | NEAT                     |
| 351010 | 2003 QA28              | 20 d'agost de 2003     | Palomar              | NEAT                     |
| 351011 | 2003 QX34              | 22 d'agost de 2003     | Socorro              | LINEAR                   |
| 351012 | 2003 QF43              | 22 d'agost de 2003     | Palomar              | NEAT                     |
| 351013 | 2003 QK52              | 23 d'agost de 2003     | Socorro              | LINEAR                   |
| 351014 | 2003 QR55              | 23 d'agost de 2003     | Socorro              | LINEAR                   |
| 351015 | 2003 QS71              | 28 de juliol de 2003   | Palomar              | NEAT                     |
| 351016 | 2003 QM78              | 24 d'agost de 2003     | Socorro              | LINEAR                   |
| 351017 | 2003 RZ4               | 3 de setembre de 2003  | Haleakala            | NEAT                     |
| 351018 | 2003 RU18              | 15 de setembre de 2003 | Anderson Mesa        | LONEOS                   |
| 351019 | 2003 RK20              | 15 de setembre de 2003 | Anderson Mesa        | LONEOS                   |
| 351020 | 2003 SJ9               | 17 de setembre de 2003 | Palomar              | NEAT                     |
| 351021 | 2003 SK10              | 17 de setembre de 2003 | Kitt Peak            | Spacewatch               |
| 351022 | 2003 SV11              | 2 de setembre de 2003  | Socorro              | LINEAR                   |
| 351023 | 2003 SH38              | 16 de setembre de 2003 | Palomar              | NEAT                     |
| 351024 | 2003 SF40              | 16 de setembre de 2003 | Palomar              | NEAT                     |
| 351025 | 2003 SW41              | 17 de setembre de 2003 | Palomar              | NEAT                     |
| 351026 | 2003 SF53              | 19 de setembre de 2003 | Palomar              | NEAT                     |
| 351027 | 2003 SS55              | 16 de setembre de 2003 | Anderson Mesa        | LONEOS                   |
| 351028 | 2003 SX77              | 19 de setembre de 2003 | Kitt Peak            | Spacewatch               |
| 351029 | 2003 SP92              | 18 de setembre de 2003 | Kitt Peak            | Spacewatch               |
| 351030 | 2003 SD107             | 20 de setembre de 2003 | Palomar              | NEAT                     |
| 351031 | 2003 SG111             | 17 de setembre de 2003 | Palomar              | NEAT                     |
| 351032 | 2003 SN125             | 19 de setembre de 2003 | Socorro              | LINEAR                   |
| 351033 | 2003 SY129             | 20 de setembre de 2003 | Kitt Peak            | Spacewatch               |
| 351034 | 2003 SS145             | 20 de setembre de 2003 | Palomar              | NEAT                     |
| 351035 | 2003 SP148             | 16 de setembre de 2003 | Kitt Peak            | Spacewatch               |
| 351036 | 2003 SM157             | 5 de setembre de 2003  | Bergisch Gladbac     | W. Bickel                |
| 351037 | 2003 SH165             | 20 de setembre de 2003 | Anderson Mesa        | LONEOS                   |
| 351038 | 2003 SY167             | 23 de setembre de 2003 | Haleakala            | NEAT                     |
| 351039 | 2003 SB170             | 22 de setembre de 2003 | Palomar              | NEAT                     |
| 351040 | 2003 SC170             | 22 de setembre de 2003 | Piszkesteto          | K. Sarneczky, B. Sipocz  |
| 351041 | 2003 SU193             | 20 de setembre de 2003 | Kitt Peak            | Spacewatch               |
| 351042 | 2003 SX196             | 16 de setembre de 2003 | Palomar              | NEAT                     |
| 351043 | 2003 SL207             | 21 de setembre de 2003 | Campo Imperatore     | CINEOS                   |
| 351044 | 2003 SM208             | 23 de setembre de 2003 | Palomar              | NEAT                     |
| 351045 | 2003 SU226             | 26 de setembre de 2003 | Socorro              | LINEAR                   |
| 351046 | 2003 SR227             | 27 de setembre de 2003 | Socorro              | LINEAR                   |
| 351047 | 2003 ST228             | 26 de setembre de 2003 | Socorro              | LINEAR                   |
| 351048 | 2003 SQ240             | 27 de setembre de 2003 | Kitt Peak            | Spacewatch               |
| 351049 | 2003 SN244             | 25 de setembre de 2003 | Haleakala            | NEAT                     |
| 351050 | 2003 SG248             | 26 de setembre de 2003 | Socorro              | LINEAR                   |
| 351051 | 2003 SM248             | 26 de setembre de 2003 | Socorro              | LINEAR                   |
| 351052 | 2003 SU254             | 27 de setembre de 2003 | Kitt Peak            | Spacewatch               |
| 351053 | 2003 SM255             | 27 de setembre de 2003 | Kitt Peak            | Spacewatch               |
| 351054 | 2003 SW259             | 28 de setembre de 2003 | Kitt Peak            | Spacewatch               |
| 351055 | 2003 SV273             | 25 d'agost de 2003     | Socorro              | LINEAR                   |
| 351056 | 2003 SP278             | 30 de setembre de 2003 | Socorro              | LINEAR                   |
| 351057 | 2003 SA291             | 29 de setembre de 2003 | Socorro              | LINEAR                   |
| 351058 | 2003 SH296             | 29 de setembre de 2003 | Anderson Mesa        | LONEOS                   |
| 351059 | 2003 SK299             | 29 de setembre de 2003 | Anderson Mesa        | LONEOS                   |
| 351060 | 2003 SW301             | 17 de setembre de 2003 | Palomar              | NEAT                     |
| 351061 | 2003 SS324             | 17 de setembre de 2003 | Kitt Peak            | Spacewatch               |
| 351062 | 2003 SO335             | 26 de setembre de 2003 | Apache Point         | Sloan Digital Sky Survey |
| 351063 | 2003 SG393             | 26 de setembre de 2003 | Apache Point         | Sloan Digital Sky Survey |
| 351064 | 2003 SQ401             | 26 de setembre de 2003 | Apache Point         | Sloan Digital Sky Survey |
| 351065 | 2003 SX405             | 27 de setembre de 2003 | Apache Point         | Sloan Digital Sky Survey |
| 351066 | 2003 SJ428             | 17 de setembre de 2003 | Kitt Peak            | Spacewatch               |
| 351067 | 2003 SG430             | 30 de setembre de 2003 | Kitt Peak            | Spacewatch               |
| 351068 | 2003 TS13              | 5 d'octubre de 2003    | Kitt Peak            | Spacewatch               |
| 351069 | 2003 TY26              | 1 d'octubre de 2003    | Kitt Peak            | Spacewatch               |
| 351070 | 2003 TE59              | 15 d'octubre de 2003   | Anderson Mesa        | LONEOS                   |
| 351071 | 2003 UY8               | 16 d'octubre de 2003   | Socorro              | LINEAR                   |
| 351072 | 2003 UF11              | 16 d'octubre de 2003   | Anderson Mesa        | LONEOS                   |
| 351073 | 2003 UR11              | 20 d'octubre de 2003   | Socorro              | LINEAR                   |
| 351074 | 2003 UW40              | 16 d'octubre de 2003   | Anderson Mesa        | LONEOS                   |
| 351075 | 2003 UN51              | 18 d'octubre de 2003   | Palomar              | NEAT                     |
| 351076 | 2003 UT51              | 18 d'octubre de 2003   | Palomar              | NEAT                     |
| 351077 | 2003 UU53              | 18 d'octubre de 2003   | Palomar              | NEAT                     |
| 351078 | 2003 UH55              | 18 d'octubre de 2003   | Palomar              | NEAT                     |
| 351079 | 2003 US59              | 17 d'octubre de 2003   | Anderson Mesa        | LONEOS                   |
| 351080 | 2003 UF65              | 16 d'octubre de 2003   | Palomar              | NEAT                     |
| 351081 | 2003 UE77              | 17 d'octubre de 2003   | Kitt Peak            | Spacewatch               |
| 351082 | 2003 UC83              | 16 d'octubre de 2003   | Anderson Mesa        | LONEOS                   |
| 351083 | 2003 UR86              | 18 d'octubre de 2003   | Palomar              | NEAT                     |
| 351084 | 2003 UT106             | 18 d'octubre de 2003   | Palomar              | NEAT                     |
| 351085 | 2003 UG112             | 20 d'octubre de 2003   | Socorro              | LINEAR                   |
| 351086 | 2003 UC122             | 19 d'octubre de 2003   | Anderson Mesa        | LONEOS                   |
| 351087 | 2003 UX125             | 20 d'octubre de 2003   | Kitt Peak            | Spacewatch               |
| 351088 | 2003 UH137             | 22 de setembre de 2003 | Palomar              | NEAT                     |
| 351089 | 2003 UH172             | 3 d'octubre de 2003    | Kitt Peak            | Spacewatch               |
| 351090 | 2003 UV174             | 21 d'octubre de 2003   | Kitt Peak            | Spacewatch               |
| 351091 | 2003 UC178             | 21 d'octubre de 2003   | Palomar              | NEAT                     |
| 351092 | 2003 UF204             | 21 d'octubre de 2003   | Kitt Peak            | Spacewatch               |
| 351093 | 2003 UW207             | 22 d'octubre de 2003   | Kitt Peak            | Spacewatch               |
| 351094 | 2003 UR223             | 22 d'octubre de 2003   | Socorro              | LINEAR                   |
| 351095 | 2003 UO241             | 24 d'octubre de 2003   | Socorro              | LINEAR                   |
| 351096 | 2003 UT243             | 24 d'octubre de 2003   | Socorro              | LINEAR                   |
| 351097 | 2003 UM246             | 24 d'octubre de 2003   | Socorro              | LINEAR                   |
| 351098 | 2003 UV247             | 24 d'octubre de 2003   | Haleakala            | NEAT                     |
| 351099 | 2003 UZ248             | 25 d'octubre de 2003   | Socorro              | LINEAR                   |
| 351100 | 2003 UZ251             | 26 d'octubre de 2003   | Catalina             | CSS                      |

## 351101-351200
| Nom    | Designació provisional | Data de descobriment   | Lloc de descobriment | Descobridor/s            |
| ------ | ---------------------- | ---------------------- | -------------------- | ------------------------ |
| 351101 | 2003 UU263             | 27 d'octubre de 2003   | Socorro              | LINEAR                   |
| 351102 | 2003 UW267             | 28 d'octubre de 2003   | Socorro              | LINEAR                   |
| 351103 | 2003 UC272             | 28 d'octubre de 2003   | Socorro              | LINEAR                   |
| 351104 | 2003 UP282             | 21 d'octubre de 2003   | Socorro              | LINEAR                   |
| 351105 | 2003 UT317             | 17 d'octubre de 2003   | Apache Point         | Sloan Digital Sky Survey |
| 351106 | 2003 UH318             | 16 d'octubre de 2003   | Palomar              | NEAT                     |
| 351107 | 2003 UX325             | 17 d'octubre de 2003   | Apache Point         | Sloan Digital Sky Survey |
| 351108 | 2003 UL334             | 18 d'octubre de 2003   | Apache Point         | Sloan Digital Sky Survey |
| 351109 | 2003 UX347             | 19 d'octubre de 2003   | Apache Point         | Sloan Digital Sky Survey |
| 351110 | 2003 UX352             | 19 d'octubre de 2003   | Apache Point         | Sloan Digital Sky Survey |
| 351111 | 2003 UK354             | 19 d'octubre de 2003   | Apache Point         | Sloan Digital Sky Survey |
| 351112 | 2003 UG378             | 22 d'octubre de 2003   | Apache Point         | Sloan Digital Sky Survey |
| 351113 | 2003 UC390             | 22 d'octubre de 2003   | Apache Point         | Sloan Digital Sky Survey |
| 351114 | 2003 UT393             | 22 d'octubre de 2003   | Kitt Peak            | M. W. Buie               |
| 351115 | 2003 VN2               | 14 de novembre de 2003 | Palomar              | NEAT                     |
| 351116 | 2003 VV8               | 15 de novembre de 2003 | Kitt Peak            | Spacewatch               |
| 351117 | 2003 WR2               | 16 de novembre de 2003 | Kitt Peak            | Spacewatch               |
| 351118 | 2003 WE3               | 19 d'octubre de 2003   | Kitt Peak            | Spacewatch               |
| 351119 | 2003 WT16              | 18 de novembre de 2003 | Palomar              | NEAT                     |
| 351120 | 2003 WQ30              | 18 de novembre de 2003 | Kitt Peak            | Spacewatch               |
| 351121 | 2003 WE66              | 19 de novembre de 2003 | Socorro              | LINEAR                   |
| 351122 | 2003 WA73              | 20 de novembre de 2003 | Socorro              | LINEAR                   |
| 351123 | 2003 WE73              | 20 de novembre de 2003 | Socorro              | LINEAR                   |
| 351124 | 2003 WJ80              | 20 de novembre de 2003 | Socorro              | LINEAR                   |
| 351125 | 2003 WR82              | 19 de novembre de 2003 | Palomar              | NEAT                     |
| 351126 | 2003 WF83              | 20 de novembre de 2003 | Socorro              | LINEAR                   |
| 351127 | 2003 WZ85              | 20 de novembre de 2003 | Socorro              | LINEAR                   |
| 351128 | 2003 WP86              | 21 de novembre de 2003 | Socorro              | LINEAR                   |
| 351129 | 2003 WS92              | 19 de novembre de 2003 | Anderson Mesa        | LONEOS                   |
| 351130 | 2003 WO101             | 21 de novembre de 2003 | Catalina             | CSS                      |
| 351131 | 2003 WL112             | 14 de novembre de 2003 | Palomar              | NEAT                     |
| 351132 | 2003 WP112             | 20 de novembre de 2003 | Socorro              | LINEAR                   |
| 351133 | 2003 WY112             | 20 de novembre de 2003 | Socorro              | LINEAR                   |
| 351134 | 2003 WK113             | 20 de novembre de 2003 | Socorro              | LINEAR                   |
| 351135 | 2003 WX131             | 19 de novembre de 2003 | Kitt Peak            | Spacewatch               |
| 351136 | 2003 WM142             | 21 de novembre de 2003 | Socorro              | LINEAR                   |
| 351137 | 2003 WE150             | 24 de novembre de 2003 | Anderson Mesa        | LONEOS                   |
| 351138 | 2003 WX152             | 26 de novembre de 2003 | Socorro              | LINEAR                   |
| 351139 | 2003 WX160             | 30 de novembre de 2003 | Kitt Peak            | Spacewatch               |
| 351140 | 2003 WB168             | 19 de novembre de 2003 | Palomar              | NEAT                     |
| 351141 | 2003 WT170             | 21 de novembre de 2003 | Catalina             | CSS                      |
| 351142 | 2003 XX15              | 14 de desembre de 2003 | Kitt Peak            | Spacewatch               |
| 351143 | 2003 XX22              | 1 de desembre de 2003  | Kitt Peak            | Spacewatch               |
| 351144 | 2003 XM36              | 3 de desembre de 2003  | Socorro              | LINEAR                   |
| 351145 | 2003 YR13              | 17 de desembre de 2003 | Needville            | Needville                |
| 351146 | 2003 YB15              | 17 de desembre de 2003 | Socorro              | LINEAR                   |
| 351147 | 2003 YY19              | 17 de desembre de 2003 | Kitt Peak            | Spacewatch               |
| 351148 | 2003 YG28              | 17 de desembre de 2003 | Palomar              | NEAT                     |
| 351149 | 2003 YE31              | 18 de desembre de 2003 | Socorro              | LINEAR                   |
| 351150 | 2003 YO44              | 19 de desembre de 2003 | Kitt Peak            | Spacewatch               |
| 351151 | 2003 YC48              | 18 de desembre de 2003 | Socorro              | LINEAR                   |
| 351152 | 2003 YD52              | 18 de desembre de 2003 | Socorro              | LINEAR                   |
| 351153 | 2003 YE55              | 19 de desembre de 2003 | Socorro              | LINEAR                   |
| 351154 | 2003 YJ80              | 18 de desembre de 2003 | Socorro              | LINEAR                   |
| 351155 | 2003 YJ106             | 22 de desembre de 2003 | Socorro              | LINEAR                   |
| 351156 | 2003 YF133             | 28 de desembre de 2003 | Socorro              | LINEAR                   |
| 351157 | 2003 YW149             | 29 de desembre de 2003 | Socorro              | LINEAR                   |
| 351158 | 2003 YX160             | 17 de desembre de 2003 | Kitt Peak            | Spacewatch               |
| 351159 | 2003 YF167             | 17 de desembre de 2003 | Kitt Peak            | Spacewatch               |
| 351160 | 2003 YL169             | 18 de desembre de 2003 | Socorro              | LINEAR                   |
| 351161 | 2003 YT173             | 19 de desembre de 2003 | Kitt Peak            | Spacewatch               |
| 351162 | 2003 YJ181             | 23 de desembre de 2003 | Socorro              | LINEAR                   |
| 351163 | 2004 AO6               | 15 de gener de 2004    | Kitt Peak            | Spacewatch               |
| 351164 | 2004 AL12              | 13 de gener de 2004    | Kitt Peak            | Spacewatch               |
| 351165 | 2004 AG19              | 15 de gener de 2004    | Kitt Peak            | Spacewatch               |
| 351166 | 2004 BQ2               | 16 de gener de 2004    | Palomar              | NEAT                     |
| 351167 | 2004 BQ3               | 16 de gener de 2004    | Palomar              | NEAT                     |
| 351168 | 2004 BE5               | 16 de gener de 2004    | Palomar              | NEAT                     |
| 351169 | 2004 BO11              | 16 de gener de 2004    | Palomar              | NEAT                     |
| 351170 | 2004 BH14              | 18 de gener de 2004    | Pla D'Arguines       | Pla D'Arguines           |
| 351171 | 2004 BX22              | 17 de gener de 2004    | Palomar              | NEAT                     |
| 351172 | 2004 BO29              | 18 de gener de 2004    | Palomar              | NEAT                     |
| 351173 | 2004 BH30              | 18 de gener de 2004    | Palomar              | NEAT                     |
| 351174 | 2004 BE52              | 21 de gener de 2004    | Socorro              | LINEAR                   |
| 351175 | 2004 BR52              | 21 de gener de 2004    | Socorro              | LINEAR                   |
| 351176 | 2004 BP62              | 22 de gener de 2004    | Socorro              | LINEAR                   |
| 351177 | 2004 BO64              | 22 de gener de 2004    | Socorro              | LINEAR                   |
| 351178 | 2004 BM67              | 24 de gener de 2004    | Socorro              | LINEAR                   |
| 351179 | 2004 BM76              | 24 de gener de 2004    | Socorro              | LINEAR                   |
| 351180 | 2004 BE84              | 24 de gener de 2004    | Socorro              | LINEAR                   |
| 351181 | 2004 BB98              | 27 de gener de 2004    | Kitt Peak            | Spacewatch               |
| 351182 | 2004 BP115             | 30 de gener de 2004    | Socorro              | LINEAR                   |
| 351183 | 2004 BN117             | 28 de gener de 2004    | Catalina             | CSS                      |
| 351184 | 2004 BJ150             | 17 de gener de 2004    | Palomar              | NEAT                     |
| 351185 | 2004 CE1               | 19 de gener de 2004    | Socorro              | LINEAR                   |
| 351186 | 2004 CV28              | 12 de febrer de 2004   | Kitt Peak            | Spacewatch               |
| 351187 | 2004 CB37              | 12 de febrer de 2004   | Palomar              | NEAT                     |
| 351188 | 2004 CF44              | 12 de febrer de 2004   | Kitt Peak            | Spacewatch               |
| 351189 | 2004 CM56              | 14 de febrer de 2004   | Haleakala            | NEAT                     |
| 351190 | 2004 CE67              | 15 de febrer de 2004   | Socorro              | LINEAR                   |
| 351191 | 2004 CF67              | 15 de febrer de 2004   | Socorro              | LINEAR                   |
| 351192 | 2004 CN70              | 12 de febrer de 2004   | Kitt Peak            | Spacewatch               |
| 351193 | 2004 CH78              | 11 de febrer de 2004   | Palomar              | NEAT                     |
| 351194 | 2004 DH23              | 18 de febrer de 2004   | Catalina             | CSS                      |
| 351195 | 2004 DK24              | 19 de febrer de 2004   | Socorro              | LINEAR                   |
| 351196 | 2004 DO26              | 16 de febrer de 2004   | Kitt Peak            | Spacewatch               |
| 351197 | 2004 DL49              | 19 de febrer de 2004   | Socorro              | LINEAR                   |
| 351198 | 2004 DD52              | 25 de febrer de 2004   | Socorro              | LINEAR                   |
| 351199 | 2004 DD56              | 12 de febrer de 2004   | Kitt Peak            | Spacewatch               |
| 351200 | 2004 EQ69              | 15 de març de 2004     | Kitt Peak            | Spacewatch               |

## 351201-351300
| Nom    | Designació provisional | Data de descobriment   | Lloc de descobriment | Descobridor/s        |
| ------ | ---------------------- | ---------------------- | -------------------- | -------------------- |
| 351201 | 2004 FR61              | 19 de març de 2004     | Socorro              | LINEAR               |
| 351202 | 2004 FL116             | 23 de març de 2004     | Socorro              | LINEAR               |
| 351203 | 2004 FT130             | 22 de març de 2004     | Anderson Mesa        | LONEOS               |
| 351204 | 2004 FB136             | 27 de març de 2004     | Kitt Peak            | Spacewatch           |
| 351205 | 2004 FE136             | 27 de març de 2004     | Kitt Peak            | Spacewatch           |
| 351206 | 2004 GP59              | 12 d'abril de 2004     | Siding Spring        | Siding Spring Survey |
| 351207 | 2004 HL30              | 21 d'abril de 2004     | Socorro              | LINEAR               |
| 351208 | 2004 HB47              | 22 d'abril de 2004     | Socorro              | LINEAR               |
| 351209 | 2004 JY32              | 15 de maig de 2004     | Socorro              | LINEAR               |
| 351210 | 2004 JD40              | 25 d'abril de 2004     | Kitt Peak            | Spacewatch           |
| 351211 | 2004 LZ7               | 11 de juny de 2004     | Socorro              | LINEAR               |
| 351212 | 2004 LM10              | 8 de juny de 2004      | Kitt Peak            | Spacewatch           |
| 351213 | 2004 MM3               | 18 de juny de 2004     | Piszkesteto          | K. Sarneczky         |
| 351214 | 2004 ND1               | 7 de juliol de 2004    | Campo Imperatore     | CINEOS               |
| 351215 | 2004 NQ3               | 12 de juliol de 2004   | Reedy Creek          | J. Broughton         |
| 351216 | 2004 NS22              | 11 de juliol de 2004   | Socorro              | LINEAR               |
| 351217 | 2004 NP27              | 11 de juliol de 2004   | Socorro              | LINEAR               |
| 351218 | 2004 OO7               | 16 de juliol de 2004   | Socorro              | LINEAR               |
| 351219 | 2004 OR9               | 20 de juliol de 2004   | Reedy Creek          | J. Broughton         |
| 351220 | 2004 PH2               | 7 d'agost de 2004      | Reedy Creek          | J. Broughton         |
| 351221 | 2004 PS6               | 6 d'agost de 2004      | Palomar              | NEAT                 |
| 351222 | 2004 PU6               | 6 d'agost de 2004      | Palomar              | NEAT                 |
| 351223 | 2004 PG7               | 16 de juliol de 2004   | Socorro              | LINEAR               |
| 351224 | 2004 PZ14              | 7 d'agost de 2004      | Palomar              | NEAT                 |
| 351225 | 2004 PT27              | 9 d'agost de 2004      | Reedy Creek          | J. Broughton         |
| 351226 | 2004 PU31              | 8 d'agost de 2004      | Socorro              | LINEAR               |
| 351227 | 2004 PL36              | 9 d'agost de 2004      | Socorro              | LINEAR               |
| 351228 | 2004 PS40              | 9 d'agost de 2004      | Socorro              | LINEAR               |
| 351229 | 2004 PG48              | 8 d'agost de 2004      | Socorro              | LINEAR               |
| 351230 | 2004 PM49              | 8 d'agost de 2004      | Palomar              | NEAT                 |
| 351231 | 2004 PL52              | 8 d'agost de 2004      | Socorro              | LINEAR               |
| 351232 | 2004 PF56              | 9 d'agost de 2004      | Campo Imperatore     | CINEOS               |
| 351233 | 2004 PJ57              | 9 d'agost de 2004      | Socorro              | LINEAR               |
| 351234 | 2004 PG74              | 8 d'agost de 2004      | Socorro              | LINEAR               |
| 351235 | 2004 PW92              | 11 d'agost de 2004     | Wrightwood           | J. W. Young          |
| 351236 | 2004 PU94              | 10 d'agost de 2004     | Campo Imperatore     | CINEOS               |
| 351237 | 2004 QL12              | 21 d'agost de 2004     | Siding Spring        | Siding Spring Survey |
| 351238 | 2004 RE5               | 4 de setembre de 2004  | Palomar              | NEAT                 |
| 351239 | 2004 RR15              | 7 de setembre de 2004  | Socorro              | LINEAR               |
| 351240 | 2004 RP17              | 7 de setembre de 2004  | Socorro              | LINEAR               |
| 351241 | 2004 RA18              | 7 de setembre de 2004  | Kitt Peak            | Spacewatch           |
| 351242 | 2004 RH26              | 6 de setembre de 2004  | Palomar              | NEAT                 |
| 351243 | 2004 RV34              | 7 de setembre de 2004  | Socorro              | LINEAR               |
| 351244 | 2004 RY45              | 8 de setembre de 2004  | Socorro              | LINEAR               |
| 351245 | 2004 RT51              | 8 de setembre de 2004  | Socorro              | LINEAR               |
| 351246 | 2004 RP56              | 8 de setembre de 2004  | Socorro              | LINEAR               |
| 351247 | 2004 RT57              | 8 de setembre de 2004  | Socorro              | LINEAR               |
| 351248 | 2004 RH58              | 8 de setembre de 2004  | Socorro              | LINEAR               |
| 351249 | 2004 RT58              | 8 de setembre de 2004  | Socorro              | LINEAR               |
| 351250 | 2004 RK60              | 8 de setembre de 2004  | Socorro              | LINEAR               |
| 351251 | 2004 RE68              | 8 de setembre de 2004  | Socorro              | LINEAR               |
| 351252 | 2004 RO70              | 8 de setembre de 2004  | Socorro              | LINEAR               |
| 351253 | 2004 RZ75              | 8 de setembre de 2004  | Socorro              | LINEAR               |
| 351254 | 2004 RK76              | 8 de setembre de 2004  | Socorro              | LINEAR               |
| 351255 | 2004 RS89              | 8 de setembre de 2004  | Socorro              | LINEAR               |
| 351256 | 2004 RP95              | 8 de setembre de 2004  | Socorro              | LINEAR               |
| 351257 | 2004 RT97              | 8 de setembre de 2004  | Socorro              | LINEAR               |
| 351258 | 2004 RC102             | 8 de setembre de 2004  | Socorro              | LINEAR               |
| 351259 | 2004 RB115             | 7 de setembre de 2004  | Socorro              | LINEAR               |
| 351260 | 2004 RS137             | 8 de setembre de 2004  | Socorro              | LINEAR               |
| 351261 | 2004 RA141             | 8 de setembre de 2004  | Socorro              | LINEAR               |
| 351262 | 2004 RT176             | 10 de setembre de 2004 | Socorro              | LINEAR               |
| 351263 | 2004 RL178             | 10 de setembre de 2004 | Socorro              | LINEAR               |
| 351264 | 2004 RA181             | 10 de setembre de 2004 | Socorro              | LINEAR               |
| 351265 | 2004 RW184             | 10 de setembre de 2004 | Socorro              | LINEAR               |
| 351266 | 2004 RU189             | 10 de setembre de 2004 | Socorro              | LINEAR               |
| 351267 | 2004 RT192             | 10 de setembre de 2004 | Socorro              | LINEAR               |
| 351268 | 2004 RB196             | 10 de setembre de 2004 | Socorro              | LINEAR               |
| 351269 | 2004 RD204             | 12 de setembre de 2004 | Socorro              | LINEAR               |
| 351270 | 2004 RM204             | 12 de setembre de 2004 | Socorro              | LINEAR               |
| 351271 | 2004 RU225             | 9 de setembre de 2004  | Socorro              | LINEAR               |
| 351272 | 2004 RT231             | 9 de setembre de 2004  | Kitt Peak            | Spacewatch           |
| 351273 | 2004 RQ238             | 15 d'agost de 2004     | Campo Imperatore     | CINEOS               |
| 351274 | 2004 RH271             | 11 de setembre de 2004 | Kitt Peak            | Spacewatch           |
| 351275 | 2004 RR312             | 15 de setembre de 2004 | 7300                 | 7300                 |
| 351276 | 2004 RG335             | 15 de setembre de 2004 | Kitt Peak            | Spacewatch           |
| 351277 | 2004 RC346             | 13 de setembre de 2004 | Socorro              | LINEAR               |
| 351278 | 2004 SB20              | 21 de setembre de 2004 | Socorro              | LINEAR               |
| 351279 | 2004 SJ20              | 17 de setembre de 2004 | Desert Eagle         | W. K. Y. Yeung       |
| 351280 | 2004 SE34              | 17 de setembre de 2004 | Socorro              | LINEAR               |
| 351281 | 2004 SX38              | 17 de setembre de 2004 | Socorro              | LINEAR               |
| 351282 | 2004 SH56              | 16 de setembre de 2004 | Anderson Mesa        | LONEOS               |
| 351283 | 2004 TE                | 2 d'octubre de 2004    | Needville            | Needville            |
| 351284 | 2004 TH4               | 4 d'octubre de 2004    | Kitt Peak            | Spacewatch           |
| 351285 | 2004 TX12              | 7 d'octubre de 2004    | Goodricke-Pigott     | R. A. Tucker         |
| 351286 | 2004 TE13              | 7 d'octubre de 2004    | Socorro              | LINEAR               |
| 351287 | 2004 TW18              | 8 d'octubre de 2004    | Socorro              | LINEAR               |
| 351288 | 2004 TU23              | 4 d'octubre de 2004    | Kitt Peak            | Spacewatch           |
| 351289 | 2004 TN47              | 4 d'octubre de 2004    | Kitt Peak            | Spacewatch           |
| 351290 | 2004 TX61              | 5 d'octubre de 2004    | Anderson Mesa        | LONEOS               |
| 351291 | 2004 TW81              | 5 d'octubre de 2004    | Kitt Peak            | Spacewatch           |
| 351292 | 2004 TG89              | 5 d'octubre de 2004    | Kitt Peak            | Spacewatch           |
| 351293 | 2004 TV104             | 7 d'octubre de 2004    | Kitt Peak            | Spacewatch           |
| 351294 | 2004 TX105             | 8 de setembre de 2004  | Socorro              | LINEAR               |
| 351295 | 2004 TA116             | 3 d'octubre de 2004    | Palomar              | NEAT                 |
| 351296 | 2004 TU122             | 7 d'octubre de 2004    | Socorro              | LINEAR               |
| 351297 | 2004 TC123             | 7 d'octubre de 2004    | Anderson Mesa        | LONEOS               |
| 351298 | 2004 TE124             | 7 d'octubre de 2004    | Socorro              | LINEAR               |
| 351299 | 2004 TJ129             | 7 d'octubre de 2004    | Socorro              | LINEAR               |
| 351300 | 2004 TE139             | 9 d'octubre de 2004    | Anderson Mesa        | LONEOS               |

## 351301-351400
| Nom    | Designació provisional | Data de descobriment   | Lloc de descobriment | Descobridor/s     |
| ------ | ---------------------- | ---------------------- | -------------------- | ----------------- |
| 351301 | 2004 TM192             | 7 d'octubre de 2004    | Kitt Peak            | Spacewatch        |
| 351302 | 2004 TB193             | 7 d'octubre de 2004    | Kitt Peak            | Spacewatch        |
| 351303 | 2004 TE195             | 7 d'octubre de 2004    | Kitt Peak            | Spacewatch        |
| 351304 | 2004 TH203             | 7 d'octubre de 2004    | Kitt Peak            | Spacewatch        |
| 351305 | 2004 TU213             | 9 d'octubre de 2004    | Kitt Peak            | Spacewatch        |
| 351306 | 2004 TY280             | 10 d'octubre de 2004   | Kitt Peak            | Spacewatch        |
| 351307 | 2004 TN285             | 8 d'octubre de 2004    | Kitt Peak            | Spacewatch        |
| 351308 | 2004 TJ309             | 10 d'octubre de 2004   | Socorro              | LINEAR            |
| 351309 | 2004 TA310             | 10 d'octubre de 2004   | Kitt Peak            | Spacewatch        |
| 351310 | 2004 TV332             | 9 d'octubre de 2004    | Kitt Peak            | Spacewatch        |
| 351311 | 2004 TQ342             | 13 d'octubre de 2004   | Kitt Peak            | Spacewatch        |
| 351312 | 2004 TM343             | 14 d'octubre de 2004   | Socorro              | LINEAR            |
| 351313 | 2004 TG348             | 4 d'octubre de 2004    | Kitt Peak            | Spacewatch        |
| 351314 | 2004 TG367             | 6 d'octubre de 2004    | Kitt Peak            | Spacewatch        |
| 351315 | 2004 TL369             | 8 d'octubre de 2004    | Kitt Peak            | Spacewatch        |
| 351316 | 2004 UY2               | 21 de setembre de 2004 | Anderson Mesa        | LONEOS            |
| 351317 | 2004 UD4               | 16 d'octubre de 2004   | Socorro              | LINEAR            |
| 351318 | 2004 UC8               | 21 d'octubre de 2004   | Socorro              | LINEAR            |
| 351319 | 2004 VT2               | 3 de novembre de 2004  | Kitt Peak            | Spacewatch        |
| 351320 | 2004 VW16              | 4 de novembre de 2004  | Catalina             | CSS               |
| 351321 | 2004 VG27              | 5 de novembre de 2004  | Kitt Peak            | Spacewatch        |
| 351322 | 2004 VV29              | 3 de novembre de 2004  | Kitt Peak            | Spacewatch        |
| 351323 | 2004 VO33              | 3 de novembre de 2004  | Kitt Peak            | Spacewatch        |
| 351324 | 2004 VN46              | 4 de novembre de 2004  | Kitt Peak            | Spacewatch        |
| 351325 | 2004 VA58              | 7 d'octubre de 2004    | Kitt Peak            | Spacewatch        |
| 351326 | 2004 VW72              | 5 de novembre de 2004  | Anderson Mesa        | LONEOS            |
| 351327 | 2004 VR75              | 12 de novembre de 2004 | Catalina             | CSS               |
| 351328 | 2004 WL10              | 19 de novembre de 2004 | Socorro              | LINEAR            |
| 351329 | 2004 XM2               | 1 de desembre de 2004  | Palomar              | NEAT              |
| 351330 | 2004 XH12              | 8 de desembre de 2004  | Socorro              | LINEAR            |
| 351331 | 2004 XH29              | 10 de desembre de 2004 | Catalina             | CSS               |
| 351332 | 2004 XH41              | 10 de desembre de 2004 | Junk Bond            | Junk Bond         |
| 351333 | 2004 XV48              | 10 de desembre de 2004 | Kitt Peak            | Spacewatch        |
| 351334 | 2004 XZ88              | 10 de desembre de 2004 | Kitt Peak            | Spacewatch        |
| 351335 | 2004 XB102             | 10 de desembre de 2004 | Catalina             | CSS               |
| 351336 | 2004 XM102             | 1 de desembre de 2004  | Catalina             | CSS               |
| 351337 | 2004 XQ140             | 13 de desembre de 2004 | Kitt Peak            | Spacewatch        |
| 351338 | 2004 XR163             | 15 de desembre de 2004 | Kitt Peak            | Spacewatch        |
| 351339 | 2004 XF183             | 3 de desembre de 2004  | Kitt Peak            | Spacewatch        |
| 351340 | 2004 YC5               | 20 de desembre de 2004 | Socorro              | LINEAR            |
| 351341 | 2005 AY5               | 6 de gener de 2005     | Catalina             | CSS               |
| 351342 | 2005 AZ8               | 7 de gener de 2005     | Socorro              | LINEAR            |
| 351343 | 2005 AS21              | 6 de gener de 2005     | Catalina             | CSS               |
| 351344 | 2005 AD24              | 7 de gener de 2005     | Catalina             | CSS               |
| 351345 | 2005 AO27              | 13 de gener de 2005    | Socorro              | LINEAR            |
| 351346 | 2005 AX30              | 9 de gener de 2005     | Catalina             | CSS               |
| 351347 | 2005 AO40              | 15 de gener de 2005    | Socorro              | LINEAR            |
| 351348 | 2005 AC46              | 15 de gener de 2005    | Anderson Mesa        | LONEOS            |
| 351349 | 2005 AT48              | 13 de gener de 2005    | Kitt Peak            | Spacewatch        |
| 351350 | 2005 AV53              | 13 de gener de 2005    | Kitt Peak            | Spacewatch        |
| 351351 | 2005 AV65              | 13 de gener de 2005    | Kitt Peak            | Spacewatch        |
| 351352 | 2005 AP76              | 15 de gener de 2005    | Kitt Peak            | Spacewatch        |
| 351353 | 2005 BA                | 16 de gener de 2005    | Mayhill              | A. Lowe           |
| 351354 | 2005 BZ6               | 16 de gener de 2005    | Socorro              | LINEAR            |
| 351355 | 2005 BE20              | 16 de gener de 2005    | Socorro              | LINEAR            |
| 351356 | 2005 BJ23              | 16 de gener de 2005    | Kitt Peak            | Spacewatch        |
| 351357 | 2005 BV24              | 17 de gener de 2005    | Socorro              | LINEAR            |
| 351358 | 2005 BQ38              | 16 de gener de 2005    | Mauna Kea            | C. Veillet        |
| 351359 | 2005 BX48              | 19 de gener de 2005    | Kitt Peak            | Spacewatch        |
| 351360 | 2005 CF2               | 1 de febrer de 2005    | Catalina             | CSS               |
| 351361 | 2005 CO3               | 1 de febrer de 2005    | Kitt Peak            | Spacewatch        |
| 351362 | 2005 CX7               | 1 de febrer de 2005    | Catalina             | CSS               |
| 351363 | 2005 CZ7               | 1 de febrer de 2005    | Catalina             | CSS               |
| 351364 | 2005 CX11              | 1 de febrer de 2005    | Catalina             | CSS               |
| 351365 | 2005 CN19              | 2 de febrer de 2005    | Catalina             | CSS               |
| 351366 | 2005 CQ31              | 1 de febrer de 2005    | Kitt Peak            | Spacewatch        |
| 351367 | 2005 CD40              | 5 de febrer de 2005    | Bergisch Gladbac     | W. Bickel         |
| 351368 | 2005 CR61              | 9 de febrer de 2005    | Kitt Peak            | Spacewatch        |
| 351369 | 2005 CY67              | 2 de febrer de 2005    | Socorro              | LINEAR            |
| 351370 | 2005 EY                | 1 de març de 2005      | Socorro              | LINEAR            |
| 351371 | 2005 EM11              | 2 de març de 2005      | Catalina             | CSS               |
| 351372 | 2005 EU11              | 2 de març de 2005      | Catalina             | CSS               |
| 351373 | 2005 ER24              | 3 de març de 2005      | Catalina             | CSS               |
| 351374 | 2005 EM26              | 3 de març de 2005      | Catalina             | CSS               |
| 351375 | 2005 EB41              | 1 de març de 2005      | Catalina             | CSS               |
| 351376 | 2005 EJ61              | 4 de març de 2005      | Catalina             | CSS               |
| 351377 | 2005 EU66              | 4 de març de 2005      | Mount Lemmon         | Mt. Lemmon Survey |
| 351378 | 2005 EM67              | 4 de març de 2005      | Kitt Peak            | Spacewatch        |
| 351379 | 2005 EX67              | 4 de març de 2005      | Mount Lemmon         | Mt. Lemmon Survey |
| 351380 | 2005 ER68              | 7 de març de 2005      | Socorro              | LINEAR            |
| 351381 | 2005 EL84              | 4 de març de 2005      | Socorro              | LINEAR            |
| 351382 | 2005 ER87              | 4 de març de 2005      | Mount Lemmon         | Mt. Lemmon Survey |
| 351383 | 2005 EX91              | 8 de març de 2005      | Anderson Mesa        | LONEOS            |
| 351384 | 2005 EL94              | 3 de març de 2005      | Catalina             | CSS               |
| 351385 | 2005 EL129             | 9 de març de 2005      | Kitt Peak            | Spacewatch        |
| 351386 | 2005 EB133             | 9 de març de 2005      | Catalina             | CSS               |
| 351387 | 2005 EX136             | 9 de març de 2005      | Mount Lemmon         | Mt. Lemmon Survey |
| 351388 | 2005 EQ159             | 9 de març de 2005      | Mount Lemmon         | Mt. Lemmon Survey |
| 351389 | 2005 EO174             | 8 de març de 2005      | Kitt Peak            | Spacewatch        |
| 351390 | 2005 EN182             | 9 de març de 2005      | Anderson Mesa        | LONEOS            |
| 351391 | 2005 EO198             | 11 de març de 2005     | Mount Lemmon         | Mt. Lemmon Survey |
| 351392 | 2005 EQ198             | 11 de març de 2005     | Mount Lemmon         | Mt. Lemmon Survey |
| 351393 | 2005 ES215             | 8 de març de 2005      | Socorro              | LINEAR            |
| 351394 | 2005 EM222             | 11 de març de 2005     | Kitt Peak            | Spacewatch        |
| 351395 | 2005 EU224             | 9 de març de 2005      | Catalina             | CSS               |
| 351396 | 2005 ES230             | 10 de març de 2005     | Mount Lemmon         | Mt. Lemmon Survey |
| 351397 | 2005 ET234             | 10 de març de 2005     | Mount Lemmon         | Mt. Lemmon Survey |
| 351398 | 2005 EP240             | 17 de gener de 2005    | Kitt Peak            | Spacewatch        |
| 351399 | 2005 ET240             | 11 de març de 2005     | Mount Lemmon         | Mt. Lemmon Survey |
| 351400 | 2005 EY241             | 11 de març de 2005     | Catalina             | CSS               |

## 351401-351500
| Nom    | Designació provisional | Data de descobriment | Lloc de descobriment | Descobridor/s        |
| ------ | ---------------------- | -------------------- | -------------------- | -------------------- |
| 351401 | 2005 EA246             | 12 de març de 2005   | Kitt Peak            | Spacewatch           |
| 351402 | 2005 ET250             | 9 de març de 2005    | Socorro              | LINEAR               |
| 351403 | 2005 ES253             | 11 de març de 2005   | Socorro              | LINEAR               |
| 351404 | 2005 EA263             | 13 de març de 2005   | Kitt Peak            | Spacewatch           |
| 351405 | 2005 EB265             | 13 de març de 2005   | Kitt Peak            | Spacewatch           |
| 351406 | 2005 FS                | 16 de març de 2005   | Socorro              | LINEAR               |
| 351407 | 2005 FZ7               | 30 de març de 2005   | Catalina             | CSS                  |
| 351408 | 2005 FN11              | 17 de març de 2005   | Catalina             | CSS                  |
| 351409 | 2005 FP12              | 16 de març de 2005   | Catalina             | CSS                  |
| 351410 | 2005 FO14              | 16 de març de 2005   | Anderson Mesa        | LONEOS               |
| 351411 | 2005 GB2               | 1 d'abril de 2005    | Catalina             | CSS                  |
| 351412 | 2005 GD7               | 1 d'abril de 2005    | Kitt Peak            | Spacewatch           |
| 351413 | 2005 GJ7               | 1 d'abril de 2005    | Kitt Peak            | Spacewatch           |
| 351414 | 2005 GT7               | 1 d'abril de 2005    | Anderson Mesa        | LONEOS               |
| 351415 | 2005 GR22              | 4 d'abril de 2005    | Kitami               | K. Endate            |
| 351416 | 2005 GZ23              | 2 d'abril de 2005    | Mount Lemmon         | Mt. Lemmon Survey    |
| 351417 | 2005 GJ25              | 2 d'abril de 2005    | Mount Lemmon         | Mt. Lemmon Survey    |
| 351418 | 2005 GE33              | 3 d'abril de 2005    | Palomar              | NEAT                 |
| 351419 | 2005 GF37              | 2 d'abril de 2005    | Catalina             | CSS                  |
| 351420 | 2005 GE38              | 3 d'abril de 2005    | Palomar              | NEAT                 |
| 351421 | 2005 GU40              | 4 d'abril de 2005    | Mount Lemmon         | Mt. Lemmon Survey    |
| 351422 | 2005 GA43              | 18 de març de 2005   | Catalina             | CSS                  |
| 351423 | 2005 GL45              | 5 d'abril de 2005    | Palomar              | NEAT                 |
| 351424 | 2005 GL48              | 5 d'abril de 2005    | Mount Lemmon         | Mt. Lemmon Survey    |
| 351425 | 2005 GT65              | 2 d'abril de 2005    | Catalina             | CSS                  |
| 351426 | 2005 GC66              | 10 de març de 2005   | Mount Lemmon         | Mt. Lemmon Survey    |
| 351427 | 2005 GN80              | 7 d'abril de 2005    | Kitt Peak            | Spacewatch           |
| 351428 | 2005 GX104             | 10 d'abril de 2005   | Kitt Peak            | Spacewatch           |
| 351429 | 2005 GV111             | 5 d'abril de 2005    | Catalina             | CSS                  |
| 351430 | 2005 GD119             | 11 d'abril de 2005   | Anderson Mesa        | LONEOS               |
| 351431 | 2005 GR122             | 6 d'abril de 2005    | Mount Lemmon         | Mt. Lemmon Survey    |
| 351432 | 2005 GO150             | 11 d'abril de 2005   | Kitt Peak            | Spacewatch           |
| 351433 | 2005 GD160             | 12 d'abril de 2005   | Kitt Peak            | Spacewatch           |
| 351434 | 2005 GD163             | 9 d'abril de 2005    | Kitt Peak            | Spacewatch           |
| 351435 | 2005 GK173             | 14 d'abril de 2005   | Kitt Peak            | Spacewatch           |
| 351436 | 2005 GJ210             | 9 d'abril de 2005    | Catalina             | CSS                  |
| 351437 | 2005 GS227             | 6 d'abril de 2005    | Mount Lemmon         | Mt. Lemmon Survey    |
| 351438 | 2005 HG1               | 16 d'abril de 2005   | Kitt Peak            | Spacewatch           |
| 351439 | 2005 HD2               | 16 d'abril de 2005   | Kitt Peak            | Spacewatch           |
| 351440 | 2005 HX2               | 17 d'abril de 2005   | Kitt Peak            | Spacewatch           |
| 351441 | 2005 JY8               | 4 de maig de 2005    | Mauna Kea            | C. Veillet           |
| 351442 | 2005 JD16              | 3 de maig de 2005    | Socorro              | LINEAR               |
| 351443 | 2005 JR35              | 4 de maig de 2005    | Kitt Peak            | Spacewatch           |
| 351444 | 2005 JP54              | 4 de maig de 2005    | Kitt Peak            | Spacewatch           |
| 351445 | 2005 JL78              | 10 de maig de 2005   | Kitt Peak            | Spacewatch           |
| 351446 | 2005 JB103             | 9 de maig de 2005    | Catalina             | CSS                  |
| 351447 | 2005 JV108             | 14 de maig de 2005   | Catalina             | CSS                  |
| 351448 | 2005 JS118             | 10 de maig de 2005   | Kitt Peak            | Spacewatch           |
| 351449 | 2005 JA141             | 14 de maig de 2005   | Kitt Peak            | Spacewatch           |
| 351450 | 2005 JN141             | 14 de maig de 2005   | Mount Lemmon         | Mt. Lemmon Survey    |
| 351451 | 2005 JO160             | 8 de maig de 2005    | Kitt Peak            | Spacewatch           |
| 351452 | 2005 JW160             | 8 de maig de 2005    | Kitt Peak            | Spacewatch           |
| 351453 | 2005 KY10              | 30 de maig de 2005   | Siding Spring        | Siding Spring Survey |
| 351454 | 2005 KW13              | 19 de maig de 2005   | Mount Lemmon         | Mt. Lemmon Survey    |
| 351455 | 2005 LU8               | 1 de juny de 2005    | Kitt Peak            | Spacewatch           |
| 351456 | 2005 LB28              | 9 de juny de 2005    | Catalina             | CSS                  |
| 351457 | 2005 MA22              | 30 de juny de 2005   | Kitt Peak            | Spacewatch           |
| 351458 | 2005 MJ22              | 30 de juny de 2005   | Kitt Peak            | Spacewatch           |
| 351459 | 2005 MB28              | 29 de juny de 2005   | Kitt Peak            | Spacewatch           |
| 351460 | 2005 MF36              | 30 de juny de 2005   | Kitt Peak            | Spacewatch           |
| 351461 | 2005 MO39              | 29 de juny de 2005   | Palomar              | NEAT                 |
| 351462 | 2005 NL10              | 3 de juliol de 2005  | Mount Lemmon         | Mt. Lemmon Survey    |
| 351463 | 2005 NH30              | 4 de juliol de 2005  | Kitt Peak            | Spacewatch           |
| 351464 | 2005 NG35              | 5 de juliol de 2005  | Kitt Peak            | Spacewatch           |
| 351465 | 2005 NB40              | 3 de juliol de 2005  | Mount Lemmon         | Mt. Lemmon Survey    |
| 351466 | 2005 NZ65              | 1 de juliol de 2005  | Kitt Peak            | Spacewatch           |
| 351467 | 2005 NX94              | 6 de juliol de 2005  | Kitt Peak            | Spacewatch           |
| 351468 | 2005 NY122             | 4 de juliol de 2005  | Palomar              | NEAT                 |
| 351469 | 2005 OG1               | 19 de juliol de 2005 | Palomar              | NEAT                 |
| 351470 | 2005 OU8               | 29 de juliol de 2005 | Palomar              | NEAT                 |
| 351471 | 2005 PU8               | 4 d'agost de 2005    | Palomar              | NEAT                 |
| 351472 | 2005 PW11              | 4 d'agost de 2005    | Palomar              | NEAT                 |
| 351473 | 2005 PW21              | 6 d'agost de 2005    | Palomar              | NEAT                 |
| 351474 | 2005 PW23              | 6 d'agost de 2005    | Palomar              | NEAT                 |
| 351475 | 2005 PH27              | 10 d'agost de 2005   | Mauna Kea            | P. A. Wiegert        |
| 351476 | 2005 QQ7               | 24 d'agost de 2005   | Palomar              | NEAT                 |
| 351477 | 2005 QU13              | 24 d'agost de 2005   | Palomar              | NEAT                 |
| 351478 | 2005 QG18              | 25 d'agost de 2005   | Palomar              | NEAT                 |
| 351479 | 2005 QU35              | 25 d'agost de 2005   | Palomar              | NEAT                 |
| 351480 | 2005 QV39              | 26 d'agost de 2005   | Palomar              | NEAT                 |
| 351481 | 2005 QQ59              | 25 d'agost de 2005   | Palomar              | NEAT                 |
| 351482 | 2005 QJ79              | 26 d'agost de 2005   | Anderson Mesa        | LONEOS               |
| 351483 | 2005 QY95              | 27 d'agost de 2005   | Palomar              | NEAT                 |
| 351484 | 2005 QC97              | 27 d'agost de 2005   | Palomar              | NEAT                 |
| 351485 | 2005 QO100             | 27 d'agost de 2005   | Palomar              | NEAT                 |
| 351486 | 2005 QJ102             | 27 d'agost de 2005   | Palomar              | NEAT                 |
| 351487 | 2005 QE103             | 27 d'agost de 2005   | Palomar              | NEAT                 |
| 351488 | 2005 QK103             | 27 d'agost de 2005   | Palomar              | NEAT                 |
| 351489 | 2005 QZ110             | 27 d'agost de 2005   | Palomar              | NEAT                 |
| 351490 | 2005 QL112             | 27 d'agost de 2005   | Palomar              | NEAT                 |
| 351491 | 2005 QO119             | 28 d'agost de 2005   | Kitt Peak            | Spacewatch           |
| 351492 | 2005 QW125             | 28 d'agost de 2005   | Kitt Peak            | Spacewatch           |
| 351493 | 2005 QH128             | 28 d'agost de 2005   | Kitt Peak            | Spacewatch           |
| 351494 | 2005 QT147             | 28 d'agost de 2005   | Siding Spring        | Siding Spring Survey |
| 351495 | 2005 QZ149             | 27 d'agost de 2005   | Kitt Peak            | Spacewatch           |
| 351496 | 2005 QR153             | 27 d'agost de 2005   | Palomar              | NEAT                 |
| 351497 | 2005 QQ163             | 30 d'agost de 2005   | Kitt Peak            | Spacewatch           |
| 351498 | 2005 QC166             | 31 d'agost de 2005   | Palomar              | NEAT                 |
| 351499 | 2005 QN167             | 27 d'agost de 2005   | Palomar              | NEAT                 |
| 351500 | 2005 QN182             | 28 d'agost de 2005   | Kitt Peak            | Spacewatch           |

## 351501-351600
| Nom    | Designació provisional | Data de descobriment   | Lloc de descobriment | Descobridor/s     |
| ------ | ---------------------- | ---------------------- | -------------------- | ----------------- |
| 351501 | 2005 QQ188             | 27 d'agost de 2005     | Palomar              | NEAT              |
| 351502 | 2005 RA4               | 3 de setembre de 2005  | Palomar              | NEAT              |
| 351503 | 2005 RS7               | 8 de setembre de 2005  | Socorro              | LINEAR            |
| 351504 | 2005 RY13              | 1 de setembre de 2005  | Kitt Peak            | Spacewatch        |
| 351505 | 2005 RW14              | 1 de setembre de 2005  | Kitt Peak            | Spacewatch        |
| 351506 | 2005 RQ26              | 8 de setembre de 2005  | Socorro              | LINEAR            |
| 351507 | 2005 RK29              | 12 de setembre de 2005 | Junk Bond            | D. Healy          |
| 351508 | 2005 RN33              | 13 de setembre de 2005 | Catalina             | CSS               |
| 351509 | 2005 RS33              | 12 de setembre de 2005 | Junk Bond            | D. Healy          |
| 351510 | 2005 RF41              | 31 d'agost de 2005     | Kitt Peak            | Spacewatch        |
| 351511 | 2005 RR44              | 1 de setembre de 2005  | Palomar              | NEAT              |
| 351512 | 2005 RH46              | 14 de setembre de 2005 | Apache Point         | A. C. Becker      |
| 351513 | 2005 SH43              | 24 de setembre de 2005 | Kitt Peak            | Spacewatch        |
| 351514 | 2005 SW47              | 24 de setembre de 2005 | Kitt Peak            | Spacewatch        |
| 351515 | 2005 SV54              | 25 de setembre de 2005 | Kitt Peak            | Spacewatch        |
| 351516 | 2005 SN67              | 27 de setembre de 2005 | Kitt Peak            | Spacewatch        |
| 351517 | 2005 ST74              | 24 de setembre de 2005 | Kitt Peak            | Spacewatch        |
| 351518 | 2005 SO84              | 24 de setembre de 2005 | Kitt Peak            | Spacewatch        |
| 351519 | 2005 SF103             | 25 de setembre de 2005 | Palomar              | NEAT              |
| 351520 | 2005 SH108             | 26 de setembre de 2005 | Kitt Peak            | Spacewatch        |
| 351521 | 2005 SL118             | 28 de setembre de 2005 | Palomar              | NEAT              |
| 351522 | 2005 SQ118             | 28 de setembre de 2005 | Palomar              | NEAT              |
| 351523 | 2005 SC119             | 28 de setembre de 2005 | Palomar              | NEAT              |
| 351524 | 2005 SO126             | 29 de setembre de 2005 | Mount Lemmon         | Mt. Lemmon Survey |
| 351525 | 2005 SY129             | 29 de setembre de 2005 | Anderson Mesa        | LONEOS            |
| 351526 | 2005 SY130             | 29 de setembre de 2005 | Mount Lemmon         | Mt. Lemmon Survey |
| 351527 | 2005 SG137             | 24 de setembre de 2005 | Kitt Peak            | Spacewatch        |
| 351528 | 2005 SU140             | 25 de setembre de 2005 | Kitt Peak            | Spacewatch        |
| 351529 | 2005 SJ141             | 25 de setembre de 2005 | Kitt Peak            | Spacewatch        |
| 351530 | 2005 SF166             | 28 de setembre de 2005 | Palomar              | NEAT              |
| 351531 | 2005 SC173             | 29 de setembre de 2005 | Kitt Peak            | Spacewatch        |
| 351532 | 2005 SA188             | 29 de setembre de 2005 | Mount Lemmon         | Mt. Lemmon Survey |
| 351533 | 2005 SL193             | 29 de setembre de 2005 | Kitt Peak            | Spacewatch        |
| 351534 | 2005 SM194             | 31 d'agost de 2005     | Kitt Peak            | Spacewatch        |
| 351535 | 2005 SS194             | 30 de setembre de 2005 | Kitt Peak            | Spacewatch        |
| 351536 | 2005 SC195             | 30 de setembre de 2005 | Palomar              | NEAT              |
| 351537 | 2005 SP212             | 30 de setembre de 2005 | Mount Lemmon         | Mt. Lemmon Survey |
| 351538 | 2005 SD220             | 29 de setembre de 2005 | Catalina             | CSS               |
| 351539 | 2005 SS250             | 23 de setembre de 2005 | Catalina             | CSS               |
| 351540 | 2005 SD259             | 24 de setembre de 2005 | Kitt Peak            | Spacewatch        |
| 351541 | 2005 SC263             | 23 de setembre de 2005 | Kitt Peak            | Spacewatch        |
| 351542 | 2005 TY6               | 1 d'octubre de 2005    | Catalina             | CSS               |
| 351543 | 2005 TP10              | 2 d'octubre de 2005    | Palomar              | NEAT              |
| 351544 | 2005 TD13              | 2 d'octubre de 2005    | Mount Lemmon         | Mt. Lemmon Survey |
| 351545 | 2005 TE15              | 4 d'octubre de 2005    | Palomar              | NEAT              |
| 351546 | 2005 TA29              | 2 d'octubre de 2005    | Anderson Mesa        | LONEOS            |
| 351547 | 2005 TF36              | 1 d'octubre de 2005    | Kitt Peak            | Spacewatch        |
| 351548 | 2005 TN72              | 5 d'octubre de 2005    | Catalina             | CSS               |
| 351549 | 2005 TJ73              | 6 d'octubre de 2005    | Catalina             | CSS               |
| 351550 | 2005 TX73              | 7 d'octubre de 2005    | Anderson Mesa        | LONEOS            |
| 351551 | 2005 TY97              | 6 d'octubre de 2005    | Mount Lemmon         | Mt. Lemmon Survey |
| 351552 | 2005 TK100             | 26 de setembre de 2005 | Kitt Peak            | Spacewatch        |
| 351553 | 2005 TB113             | 7 d'octubre de 2005    | Kitt Peak            | Spacewatch        |
| 351554 | 2005 TT132             | 7 de març de 2003      | Kitt Peak            | Spacewatch        |
| 351555 | 2005 TK134             | 10 d'octubre de 2005   | Catalina             | CSS               |
| 351556 | 2005 TW146             | 8 d'octubre de 2005    | Kitt Peak            | Spacewatch        |
| 351557 | 2005 TN148             | 8 d'octubre de 2005    | Kitt Peak            | Spacewatch        |
| 351558 | 2005 TO177             | 4 d'octubre de 2005    | Palomar              | NEAT              |
| 351559 | 2005 TA193             | 11 d'octubre de 2005   | Apache Point         | A. C. Becker      |
| 351560 | 2005 TJ194             | 1 d'octubre de 2005    | Kitt Peak            | Spacewatch        |
| 351561 | 2005 UR23              | 23 d'octubre de 2005   | Kitt Peak            | Spacewatch        |
| 351562 | 2005 UY53              | 23 d'octubre de 2005   | Catalina             | CSS               |
| 351563 | 2005 UU60              | 25 d'octubre de 2005   | Mount Lemmon         | Mt. Lemmon Survey |
| 351564 | 2005 UJ143             | 25 d'octubre de 2005   | Mount Lemmon         | Mt. Lemmon Survey |
| 351565 | 2005 UD157             | 27 d'octubre de 2005   | Mount Lemmon         | Mt. Lemmon Survey |
| 351566 | 2005 UU164             | 24 d'octubre de 2005   | Kitt Peak            | Spacewatch        |
| 351567 | 2005 UR178             | 24 d'octubre de 2005   | Kitt Peak            | Spacewatch        |
| 351568 | 2005 UN180             | 24 d'octubre de 2005   | Kitt Peak            | Spacewatch        |
| 351569 | 2005 UU221             | 25 d'octubre de 2005   | Kitt Peak            | Spacewatch        |
| 351570 | 2005 UQ240             | 25 d'octubre de 2005   | Kitt Peak            | Spacewatch        |
| 351571 | 2005 UA244             | 25 d'octubre de 2005   | Kitt Peak            | Spacewatch        |
| 351572 | 2005 UH246             | 27 d'octubre de 2005   | Kitt Peak            | Spacewatch        |
| 351573 | 2005 UF251             | 23 d'octubre de 2005   | Catalina             | CSS               |
| 351574 | 2005 UU271             | 28 d'octubre de 2005   | Kitt Peak            | Spacewatch        |
| 351575 | 2005 UB280             | 24 d'octubre de 2005   | Kitt Peak            | Spacewatch        |
| 351576 | 2005 UE283             | 26 d'octubre de 2005   | Kitt Peak            | Spacewatch        |
| 351577 | 2005 UO290             | 26 d'octubre de 2005   | Kitt Peak            | Spacewatch        |
| 351578 | 2005 UB317             | 27 d'octubre de 2005   | Mount Lemmon         | Mt. Lemmon Survey |
| 351579 | 2005 UF326             | 29 d'octubre de 2005   | Mount Lemmon         | Mt. Lemmon Survey |
| 351580 | 2005 UY352             | 29 d'octubre de 2005   | Catalina             | CSS               |
| 351581 | 2005 UR358             | 24 d'octubre de 2005   | Kitt Peak            | Spacewatch        |
| 351582 | 2005 UC364             | 27 d'octubre de 2005   | Kitt Peak            | Spacewatch        |
| 351583 | 2005 UQ428             | 28 d'octubre de 2005   | Kitt Peak            | Spacewatch        |
| 351584 | 2005 UQ438             | 28 d'octubre de 2005   | Socorro              | LINEAR            |
| 351585 | 2005 UL455             | 29 d'octubre de 2005   | Catalina             | CSS               |
| 351586 | 2005 UT456             | 30 d'octubre de 2005   | Palomar              | NEAT              |
| 351587 | 2005 UJ457             | 31 d'octubre de 2005   | Catalina             | CSS               |
| 351588 | 2005 UA481             | 25 d'octubre de 2005   | Socorro              | LINEAR            |
| 351589 | 2005 UT485             | 22 d'octubre de 2005   | Palomar              | NEAT              |
| 351590 | 2005 UF488             | 23 d'octubre de 2005   | Catalina             | CSS               |
| 351591 | 2005 UH496             | 26 d'octubre de 2005   | Palomar              | NEAT              |
| 351592 | 2005 UA510             | 23 d'octubre de 2005   | Catalina             | CSS               |
| 351593 | 2005 UT511             | 28 d'octubre de 2005   | Kitt Peak            | Spacewatch        |
| 351594 | 2005 UR513             | 22 d'octubre de 2005   | Kitt Peak            | Spacewatch        |
| 351595 | 2005 UW514             | 20 d'octubre de 2005   | Apache Point         | A. C. Becker      |
| 351596 | 2005 US524             | 26 d'octubre de 2005   | Kitt Peak            | Spacewatch        |
| 351597 | 2005 UW524             | 31 d'octubre de 2005   | Catalina             | CSS               |
| 351598 | 2005 UO527             | 25 d'octubre de 2005   | Catalina             | CSS               |
| 351599 | 2005 VK16              | 3 de novembre de 2005  | Socorro              | LINEAR            |
| 351600 | 2005 VT32              | 4 de novembre de 2005  | Kitt Peak            | Spacewatch        |

## 351601-351700
| Nom    | Designació provisional | Data de descobriment   | Lloc de descobriment | Descobridor/s            |
| ------ | ---------------------- | ---------------------- | -------------------- | ------------------------ |
| 351601 | 2005 VX82              | 3 de novembre de 2005  | Mount Lemmon         | Mt. Lemmon Survey        |
| 351602 | 2005 VU87              | 6 de novembre de 2005  | Kitt Peak            | Spacewatch               |
| 351603 | 2005 VH102             | 1 de novembre de 2005  | Anderson Mesa        | LONEOS                   |
| 351604 | 2005 VL112             | 8 de novembre de 2005  | Socorro              | LINEAR                   |
| 351605 | 2005 VP113             | 10 de novembre de 2005 | Kitt Peak            | Spacewatch               |
| 351606 | 2005 VG114             | 10 de novembre de 2005 | Mount Lemmon         | Mt. Lemmon Survey        |
| 351607 | 2005 VF119             | 4 de novembre de 2005  | Mount Lemmon         | Mt. Lemmon Survey        |
| 351608 | 2005 VZ124             | 7 de novembre de 2005  | Mauna Kea            | Mauna Kea                |
| 351609 | 2005 VO127             | 30 de setembre de 2005 | Kitt Peak            | Spacewatch               |
| 351610 | 2005 VS130             | 1 de novembre de 2005  | Apache Point         | A. C. Becker             |
| 351611 | 2005 VG133             | 1 de novembre de 2005  | Apache Point         | A. C. Becker             |
| 351612 | 2005 VS133             | 1 de novembre de 2005  | Apache Point         | A. C. Becker             |
| 351613 | 2005 WR11              | 22 de novembre de 2005 | Kitt Peak            | Spacewatch               |
| 351614 | 2005 WL51              | 25 de novembre de 2005 | Kitt Peak            | Spacewatch               |
| 351615 | 2005 WU55              | 26 de novembre de 2005 | Mount Lemmon         | Mt. Lemmon Survey        |
| 351616 | 2005 WQ98              | 28 de novembre de 2005 | Socorro              | LINEAR                   |
| 351617 | 2005 WT103             | 28 de novembre de 2005 | Socorro              | LINEAR                   |
| 351618 | 2005 WQ104             | 28 de novembre de 2005 | Catalina             | CSS                      |
| 351619 | 2005 WA139             | 26 de novembre de 2005 | Mount Lemmon         | Mt. Lemmon Survey        |
| 351620 | 2005 WC160             | 30 de novembre de 2005 | Mount Lemmon         | Mt. Lemmon Survey        |
| 351621 | 2005 WA174             | 30 de novembre de 2005 | Socorro              | LINEAR                   |
| 351622 | 2005 WF179             | 21 de novembre de 2005 | Anderson Mesa        | LONEOS                   |
| 351623 | 2005 WU193             | 28 de novembre de 2005 | Catalina             | CSS                      |
| 351624 | 2005 WL195             | 25 de novembre de 2005 | Catalina             | CSS                      |
| 351625 | 2005 WE204             | 26 de novembre de 2005 | Mount Lemmon         | Mt. Lemmon Survey        |
| 351626 | 2005 WK204             | 30 de novembre de 2005 | Mount Lemmon         | Mt. Lemmon Survey        |
| 351627 | 2005 XW7               | 1 de desembre de 2005  | Kitt Peak            | Spacewatch               |
| 351628 | 2005 XO26              | 4 de desembre de 2005  | Mount Lemmon         | Mt. Lemmon Survey        |
| 351629 | 2005 XG37              | 4 de desembre de 2005  | Kitt Peak            | Spacewatch               |
| 351630 | 2005 XQ64              | 7 de desembre de 2005  | Socorro              | LINEAR                   |
| 351631 | 2005 XQ71              | 6 de desembre de 2005  | Kitt Peak            | Spacewatch               |
| 351632 | 2005 XO86              | 8 de desembre de 2005  | Kitt Peak            | Spacewatch               |
| 351633 | 2005 YT5               | 21 de desembre de 2005 | Kitt Peak            | Spacewatch               |
| 351634 | 2005 YH16              | 22 de desembre de 2005 | Kitt Peak            | Spacewatch               |
| 351635 | 2005 YT22              | 24 de desembre de 2005 | Kitt Peak            | Spacewatch               |
| 351636 | 2005 YQ23              | 24 de desembre de 2005 | Kitt Peak            | Spacewatch               |
| 351637 | 2005 YG34              | 24 de desembre de 2005 | Kitt Peak            | Spacewatch               |
| 351638 | 2005 YF45              | 25 de desembre de 2005 | Kitt Peak            | Spacewatch               |
| 351639 | 2005 YA53              | 22 de desembre de 2005 | Kitt Peak            | Spacewatch               |
| 351640 | 2005 YL57              | 24 de desembre de 2005 | Kitt Peak            | Spacewatch               |
| 351641 | 2005 YY69              | 1 d'abril de 2003      | Apache Point         | Sloan Digital Sky Survey |
| 351642 | 2005 YK70              | 26 de desembre de 2005 | Kitt Peak            | Spacewatch               |
| 351643 | 2005 YM78              | 24 de desembre de 2005 | Kitt Peak            | Spacewatch               |
| 351644 | 2005 YS78              | 24 de desembre de 2005 | Kitt Peak            | Spacewatch               |
| 351645 | 2005 YP80              | 24 de desembre de 2005 | Kitt Peak            | Spacewatch               |
| 351646 | 2005 YD91              | 26 de desembre de 2005 | Mount Lemmon         | Mt. Lemmon Survey        |
| 351647 | 2005 YO106             | 25 de desembre de 2005 | Kitt Peak            | Spacewatch               |
| 351648 | 2005 YO115             | 25 de desembre de 2005 | Kitt Peak            | Spacewatch               |
| 351649 | 2005 YY123             | 25 de desembre de 2005 | Kitt Peak            | Spacewatch               |
| 351650 | 2005 YG127             | 28 de desembre de 2005 | Kitt Peak            | Spacewatch               |
| 351651 | 2005 YJ130             | 24 de desembre de 2005 | Kitt Peak            | Spacewatch               |
| 351652 | 2005 YA131             | 25 de desembre de 2005 | Mount Lemmon         | Mt. Lemmon Survey        |
| 351653 | 2005 YL151             | 25 de desembre de 2005 | Kitt Peak            | Spacewatch               |
| 351654 | 2005 YT155             | 25 de desembre de 2005 | Catalina             | CSS                      |
| 351655 | 2005 YA161             | 27 de desembre de 2005 | Kitt Peak            | Spacewatch               |
| 351656 | 2005 YF166             | 26 de desembre de 2005 | Mount Lemmon         | Mt. Lemmon Survey        |
| 351657 | 2005 YZ168             | 30 de desembre de 2005 | Kitt Peak            | Spacewatch               |
| 351658 | 2005 YU192             | 30 de desembre de 2005 | Kitt Peak            | Spacewatch               |
| 351659 | 2005 YF193             | 30 de desembre de 2005 | Kitt Peak            | Spacewatch               |
| 351660 | 2005 YJ205             | 26 de desembre de 2005 | Mount Lemmon         | Mt. Lemmon Survey        |
| 351661 | 2005 YW205             | 27 de desembre de 2005 | Kitt Peak            | Spacewatch               |
| 351662 | 2005 YC246             | 30 de desembre de 2005 | Kitt Peak            | Spacewatch               |
| 351663 | 2005 YH249             | 28 de desembre de 2005 | Kitt Peak            | Spacewatch               |
| 351664 | 2006 AP2               | 5 de gener de 2006     | Mayhill              | A. Lowe                  |
| 351665 | 2006 AA12              | 4 de gener de 2006     | Kitt Peak            | Spacewatch               |
| 351666 | 2006 AE23              | 4 de gener de 2006     | Kitt Peak            | Spacewatch               |
| 351667 | 2006 AD32              | 5 de gener de 2006     | Socorro              | LINEAR                   |
| 351668 | 2006 AG37              | 4 de gener de 2006     | Kitt Peak            | Spacewatch               |
| 351669 | 2006 AZ39              | 7 de gener de 2006     | Mount Lemmon         | Mt. Lemmon Survey        |
| 351670 | 2006 AZ42              | 6 de gener de 2006     | Kitt Peak            | Spacewatch               |
| 351671 | 2006 AB49              | 5 de gener de 2006     | Kitt Peak            | Spacewatch               |
| 351672 | 2006 AQ50              | 5 de gener de 2006     | Kitt Peak            | Spacewatch               |
| 351673 | 2006 AL64              | 7 de gener de 2006     | Mount Lemmon         | Mt. Lemmon Survey        |
| 351674 | 2006 AY64              | 8 de gener de 2006     | Kitt Peak            | Spacewatch               |
| 351675 | 2006 AA66              | 8 de gener de 2006     | Mount Lemmon         | Mt. Lemmon Survey        |
| 351676 | 2006 AX72              | 7 de gener de 2006     | Kitt Peak            | Spacewatch               |
| 351677 | 2006 AM78              | 11 de gener de 2006    | Wrightwood           | J. W. Young              |
| 351678 | 2006 AB89              | 5 de gener de 2006     | Mount Lemmon         | Mt. Lemmon Survey        |
| 351679 | 2006 BK20              | 22 de gener de 2006    | Mount Lemmon         | Mt. Lemmon Survey        |
| 351680 | 2006 BL21              | 5 de gener de 2006     | Mount Lemmon         | Mt. Lemmon Survey        |
| 351681 | 2006 BG27              | 20 de gener de 2006    | Catalina             | CSS                      |
| 351682 | 2006 BH30              | 20 de gener de 2006    | Kitt Peak            | Spacewatch               |
| 351683 | 2006 BQ32              | 21 de gener de 2006    | Kitt Peak            | Spacewatch               |
| 351684 | 2006 BK33              | 21 de gener de 2006    | Kitt Peak            | Spacewatch               |
| 351685 | 2006 BL36              | 23 de gener de 2006    | Kitt Peak            | Spacewatch               |
| 351686 | 2006 BJ38              | 23 de gener de 2006    | Kitt Peak            | Spacewatch               |
| 351687 | 2006 BL46              | 23 de gener de 2006    | Mount Lemmon         | Mt. Lemmon Survey        |
| 351688 | 2006 BQ46              | 23 de gener de 2006    | Mount Lemmon         | Mt. Lemmon Survey        |
| 351689 | 2006 BV58              | 23 de gener de 2006    | Kitt Peak            | Spacewatch               |
| 351690 | 2006 BA59              | 23 de gener de 2006    | Mount Lemmon         | Mt. Lemmon Survey        |
| 351691 | 2006 BL67              | 23 de gener de 2006    | Kitt Peak            | Spacewatch               |
| 351692 | 2006 BL82              | 23 de gener de 2006    | Mount Lemmon         | Mt. Lemmon Survey        |
| 351693 | 2006 BC85              | 25 de gener de 2006    | Kitt Peak            | Spacewatch               |
| 351694 | 2006 BK85              | 25 de gener de 2006    | Kitt Peak            | Spacewatch               |
| 351695 | 2006 BE86              | 25 de gener de 2006    | Kitt Peak            | Spacewatch               |
| 351696 | 2006 BM134             | 27 de gener de 2006    | Mount Lemmon         | Mt. Lemmon Survey        |
| 351697 | 2006 BT134             | 27 de gener de 2006    | Mount Lemmon         | Mt. Lemmon Survey        |
| 351698 | 2006 BG140             | 21 de gener de 2006    | Mount Lemmon         | Mt. Lemmon Survey        |
| 351699 | 2006 BB141             | 23 de gener de 2006    | Mount Lemmon         | Mt. Lemmon Survey        |
| 351700 | 2006 BT155             | 25 de gener de 2006    | Kitt Peak            | Spacewatch               |

## 351701-351800
| Nom    | Designació provisional | Data de descobriment | Lloc de descobriment | Descobridor/s           |
| ------ | ---------------------- | -------------------- | -------------------- | ----------------------- |
| 351701 | 2006 BU156             | 25 de gener de 2006  | Kitt Peak            | Spacewatch              |
| 351702 | 2006 BG160             | 26 de gener de 2006  | Kitt Peak            | Spacewatch              |
| 351703 | 2006 BS162             | 26 de gener de 2006  | Mount Lemmon         | Mt. Lemmon Survey       |
| 351704 | 2006 BV164             | 26 de gener de 2006  | Kitt Peak            | Spacewatch              |
| 351705 | 2006 BE190             | 28 de gener de 2006  | Kitt Peak            | Spacewatch              |
| 351706 | 2006 BS193             | 30 de gener de 2006  | Kitt Peak            | Spacewatch              |
| 351707 | 2006 BB215             | 24 de gener de 2006  | Anderson Mesa        | LONEOS                  |
| 351708 | 2006 BJ218             | 27 de gener de 2006  | Mount Lemmon         | Mt. Lemmon Survey       |
| 351709 | 2006 BM218             | 27 de gener de 2006  | Mount Lemmon         | Mt. Lemmon Survey       |
| 351710 | 2006 BF222             | 30 de gener de 2006  | Kitt Peak            | Spacewatch              |
| 351711 | 2006 BY222             | 30 de gener de 2006  | Kitt Peak            | Spacewatch              |
| 351712 | 2006 BE224             | 30 de gener de 2006  | Kitt Peak            | Spacewatch              |
| 351713 | 2006 BC226             | 30 de gener de 2006  | Kitt Peak            | Spacewatch              |
| 351714 | 2006 BT226             | 30 de gener de 2006  | Catalina             | CSS                     |
| 351715 | 2006 BC230             | 31 de gener de 2006  | Kitt Peak            | Spacewatch              |
| 351716 | 2006 BM242             | 31 de gener de 2006  | Kitt Peak            | Spacewatch              |
| 351717 | 2006 BC245             | 31 de gener de 2006  | Kitt Peak            | Spacewatch              |
| 351718 | 2006 BA249             | 31 de gener de 2006  | Kitt Peak            | Spacewatch              |
| 351719 | 2006 BG260             | 31 de gener de 2006  | Kitt Peak            | Spacewatch              |
| 351720 | 2006 BY261             | 31 de gener de 2006  | Kitt Peak            | Spacewatch              |
| 351721 | 2006 BR264             | 31 de gener de 2006  | Kitt Peak            | Spacewatch              |
| 351722 | 2006 BV268             | 8 d'agost de 2004    | Palomar              | NEAT                    |
| 351723 | 2006 BS274             | 23 de gener de 2006  | Kitt Peak            | Spacewatch              |
| 351724 | 2006 BB276             | 30 de gener de 2006  | Kitt Peak            | Spacewatch              |
| 351725 | 2006 BE281             | 30 de gener de 2006  | Kitt Peak            | Spacewatch              |
| 351726 | 2006 CV5               | 1 de febrer de 2006  | Mount Lemmon         | Mt. Lemmon Survey       |
| 351727 | 2006 CF25              | 2 de febrer de 2006  | Kitt Peak            | Spacewatch              |
| 351728 | 2006 CH37              | 2 de febrer de 2006  | Mount Lemmon         | Mt. Lemmon Survey       |
| 351729 | 2006 CC40              | 2 de febrer de 2006  | Mount Lemmon         | Mt. Lemmon Survey       |
| 351730 | 2006 CV45              | 3 de febrer de 2006  | Kitt Peak            | Spacewatch              |
| 351731 | 2006 CN49              | 3 de febrer de 2006  | Socorro              | LINEAR                  |
| 351732 | 2006 CL61              | 2 de febrer de 2006  | Catalina             | CSS                     |
| 351733 | 2006 CP67              | 1 de febrer de 2006  | Kitt Peak            | Spacewatch              |
| 351734 | 2006 DT3               | 20 de febrer de 2006 | Catalina             | CSS                     |
| 351735 | 2006 DW5               | 20 de febrer de 2006 | Catalina             | CSS                     |
| 351736 | 2006 DC10              | 21 de febrer de 2006 | Catalina             | CSS                     |
| 351737 | 2006 DL10              | 20 de febrer de 2006 | Kitt Peak            | Spacewatch              |
| 351738 | 2006 DD23              | 5 de maig de 2003    | Kitt Peak            | Spacewatch              |
| 351739 | 2006 DY42              | 20 de febrer de 2006 | Kitt Peak            | Spacewatch              |
| 351740 | 2006 DH51              | 24 de febrer de 2006 | Kitt Peak            | Spacewatch              |
| 351741 | 2006 DO51              | 24 de febrer de 2006 | Kitt Peak            | Spacewatch              |
| 351742 | 2006 DD68              | 24 de febrer de 2006 | Catalina             | CSS                     |
| 351743 | 2006 DB74              | 23 de febrer de 2006 | Kitt Peak            | Spacewatch              |
| 351744 | 2006 DK84              | 24 de febrer de 2006 | Kitt Peak            | Spacewatch              |
| 351745 | 2006 DV107             | 25 de febrer de 2006 | Kitt Peak            | Spacewatch              |
| 351746 | 2006 DV108             | 25 de febrer de 2006 | Kitt Peak            | Spacewatch              |
| 351747 | 2006 DH112             | 27 de febrer de 2006 | Mount Lemmon         | Mt. Lemmon Survey       |
| 351748 | 2006 DL116             | 27 de febrer de 2006 | Kitt Peak            | Spacewatch              |
| 351749 | 2006 DS120             | 22 de febrer de 2006 | Anderson Mesa        | LONEOS                  |
| 351750 | 2006 DH125             | 25 de febrer de 2006 | Kitt Peak            | Spacewatch              |
| 351751 | 2006 DU126             | 25 de febrer de 2006 | Kitt Peak            | Spacewatch              |
| 351752 | 2006 DR132             | 25 de febrer de 2006 | Kitt Peak            | Spacewatch              |
| 351753 | 2006 DO146             | 25 de febrer de 2006 | Kitt Peak            | Spacewatch              |
| 351754 | 2006 DH149             | 25 de febrer de 2006 | Kitt Peak            | Spacewatch              |
| 351755 | 2006 DZ156             | 27 de febrer de 2006 | Kitt Peak            | Spacewatch              |
| 351756 | 2006 DT159             | 27 de febrer de 2006 | Kitt Peak            | Spacewatch              |
| 351757 | 2006 DR165             | 27 de febrer de 2006 | Kitt Peak            | Spacewatch              |
| 351758 | 2006 DP178             | 27 de febrer de 2006 | Mount Lemmon         | Mt. Lemmon Survey       |
| 351759 | 2006 DY187             | 27 de febrer de 2006 | Kitt Peak            | Spacewatch              |
| 351760 | 2006 DN195             | 20 de febrer de 2006 | Kitt Peak            | Spacewatch              |
| 351761 | 2006 DM196             | 23 de febrer de 2006 | Anderson Mesa        | LONEOS                  |
| 351762 | 2006 DB202             | 23 de gener de 2006  | Kitt Peak            | Spacewatch              |
| 351763 | 2006 DS208             | 25 de febrer de 2006 | Kitt Peak            | Spacewatch              |
| 351764 | 2006 DJ211             | 24 de febrer de 2006 | Kitt Peak            | Spacewatch              |
| 351765 | 2006 DN211             | 24 de febrer de 2006 | Mount Lemmon         | Mt. Lemmon Survey       |
| 351766 | 2006 EM3               | 2 de març de 2006    | Kitt Peak            | Spacewatch              |
| 351767 | 2006 EK5               | 2 de març de 2006    | Kitt Peak            | Spacewatch              |
| 351768 | 2006 EA21              | 3 de març de 2006    | Kitt Peak            | Spacewatch              |
| 351769 | 2006 EF52              | 4 de març de 2006    | Kitt Peak            | Spacewatch              |
| 351770 | 2006 ER55              | 5 de març de 2006    | Kitt Peak            | Spacewatch              |
| 351771 | 2006 EX55              | 5 de març de 2006    | Kitt Peak            | Spacewatch              |
| 351772 | 2006 EC69              | 2 de març de 2006    | Kitt Peak            | M. W. Buie              |
| 351773 | 2006 FV13              | 23 de març de 2006   | Kitt Peak            | Spacewatch              |
| 351774 | 2006 FE41              | 26 de març de 2006   | Mount Lemmon         | Mt. Lemmon Survey       |
| 351775 | 2006 GW7               | 2 d'abril de 2006    | Kitt Peak            | Spacewatch              |
| 351776 | 2006 GH24              | 2 d'abril de 2006    | Kitt Peak            | Spacewatch              |
| 351777 | 2006 GK29              | 2 d'abril de 2006    | Kitt Peak            | Spacewatch              |
| 351778 | 2006 GQ44              | 2 d'abril de 2006    | Mount Lemmon         | Mt. Lemmon Survey       |
| 351779 | 2006 GH46              | 8 d'abril de 2006    | Kitt Peak            | Spacewatch              |
| 351780 | 2006 HN                | 18 d'abril de 2006   | Kitt Peak            | Spacewatch              |
| 351781 | 2006 HW                | 18 d'abril de 2006   | Kitt Peak            | Spacewatch              |
| 351782 | 2006 HX                | 18 d'abril de 2006   | Kitt Peak            | Spacewatch              |
| 351783 | 2006 HU1               | 18 d'abril de 2006   | Palomar              | NEAT                    |
| 351784 | 2006 HZ11              | 19 d'abril de 2006   | Kitt Peak            | Spacewatch              |
| 351785 | 2006 HL18              | 21 d'abril de 2006   | Piszkesteto          | Piszkesteto             |
| 351786 | 2006 HT27              | 20 d'abril de 2006   | Kitt Peak            | Spacewatch              |
| 351787 | 2006 HP31              | 18 d'abril de 2006   | Palomar              | NEAT                    |
| 351788 | 2006 HB34              | 25 de març de 2006   | Kitt Peak            | Spacewatch              |
| 351789 | 2006 HB43              | 24 d'abril de 2006   | Mount Lemmon         | Mt. Lemmon Survey       |
| 351790 | 2006 HW46              | 20 d'abril de 2006   | Kitt Peak            | Spacewatch              |
| 351791 | 2006 HB52              | 24 d'abril de 2006   | Nyukasa              | A. Nakanishi, F. Futaba |
| 351792 | 2006 HP53              | 19 d'abril de 2006   | Catalina             | CSS                     |
| 351793 | 2006 HP72              | 25 d'abril de 2006   | Kitt Peak            | Spacewatch              |
| 351794 | 2006 HH74              | 25 d'abril de 2006   | Kitt Peak            | Spacewatch              |
| 351795 | 2006 HH84              | 26 d'abril de 2006   | Kitt Peak            | Spacewatch              |
| 351796 | 2006 HT144             | 27 d'abril de 2006   | Cerro Tololo         | M. W. Buie              |
| 351797 | 2006 JV23              | 3 de maig de 2006    | Mount Lemmon         | Mt. Lemmon Survey       |
| 351798 | 2006 JZ42              | 2 de maig de 2006    | Mount Lemmon         | Mt. Lemmon Survey       |
| 351799 | 2006 JT45              | 8 de maig de 2006    | Mount Lemmon         | Mt. Lemmon Survey       |
| 351800 | 2006 JG56              | 18 d'abril de 2006   | Catalina             | CSS                     |

## 351801-351900
| Nom    | Designació provisional | Data de descobriment   | Lloc de descobriment | Descobridor/s            |
| ------ | ---------------------- | ---------------------- | -------------------- | ------------------------ |
| 351801 | 2006 KW23              | 6 d'abril de 2006      | Siding Spring        | Siding Spring Survey     |
| 351802 | 2006 KG29              | 20 de maig de 2006     | Kitt Peak            | Spacewatch               |
| 351803 | 2006 KG45              | 21 de maig de 2006     | Kitt Peak            | Spacewatch               |
| 351804 | 2006 KD46              | 21 de maig de 2006     | Mount Lemmon         | Mt. Lemmon Survey        |
| 351805 | 2006 KF57              | 22 de maig de 2006     | Kitt Peak            | Spacewatch               |
| 351806 | 2006 KP68              | 20 de maig de 2006     | Mount Lemmon         | Mt. Lemmon Survey        |
| 351807 | 2006 KH74              | 23 de maig de 2006     | Kitt Peak            | Spacewatch               |
| 351808 | 2006 KU86              | 27 de maig de 2006     | Siding Spring        | Siding Spring Survey     |
| 351809 | 2006 KN96              | 25 de maig de 2006     | Kitt Peak            | Spacewatch               |
| 351810 | 2006 KD141             | 24 de maig de 2006     | Palomar              | NEAT                     |
| 351811 | 2006 LM4               | 11 de juny de 2006     | Palomar              | NEAT                     |
| 351812 | 2006 LZ7               | 7 de juny de 2006      | Siding Spring        | Siding Spring Survey     |
| 351813 | 2006 MW12              | 19 de juny de 2006     | Socorro              | LINEAR                   |
| 351814 | 2006 OK7               | 18 de juliol de 2006   | Mount Lemmon         | Mt. Lemmon Survey        |
| 351815 | 2006 OF15              | 30 de juliol de 2006   | Siding Spring        | Siding Spring Survey     |
| 351816 | 2006 OZ21              | 21 de juliol de 2006   | Mount Lemmon         | Mt. Lemmon Survey        |
| 351817 | 2006 PC7               | 12 d'agost de 2006     | Palomar              | NEAT                     |
| 351818 | 2006 PP7               | 12 d'agost de 2006     | Palomar              | NEAT                     |
| 351819 | 2006 PH12              | 13 d'agost de 2006     | Palomar              | NEAT                     |
| 351820 | 2006 PK12              | 13 d'agost de 2006     | Palomar              | NEAT                     |
| 351821 | 2006 PR19              | 13 d'agost de 2006     | Palomar              | NEAT                     |
| 351822 | 2006 PG25              | 13 d'agost de 2006     | Palomar              | NEAT                     |
| 351823 | 2006 PB32              | 15 d'agost de 2006     | Palomar              | NEAT                     |
| 351824 | 2006 PG32              | 15 d'agost de 2006     | Palomar              | NEAT                     |
| 351825 | 2006 PS32              | 15 d'agost de 2006     | Siding Spring        | Siding Spring Survey     |
| 351826 | 2006 PF40              | 14 d'agost de 2006     | Palomar              | NEAT                     |
| 351827 | 2006 QQ26              | 19 d'agost de 2006     | Kitt Peak            | Spacewatch               |
| 351828 | 2006 QX30              | 21 d'agost de 2006     | Socorro              | LINEAR                   |
| 351829 | 2006 QY40              | 17 d'agost de 2006     | Palomar              | NEAT                     |
| 351830 | 2006 QY45              | 19 d'agost de 2006     | Palomar              | NEAT                     |
| 351831 | 2006 QN49              | 22 d'agost de 2006     | Palomar              | NEAT                     |
| 351832 | 2006 QD51              | 23 d'agost de 2006     | Socorro              | LINEAR                   |
| 351833 | 2006 QV71              | 21 d'agost de 2006     | Kitt Peak            | Spacewatch               |
| 351834 | 2006 QC95              | 16 d'agost de 2006     | Palomar              | NEAT                     |
| 351835 | 2006 QS100             | 25 d'agost de 2006     | Socorro              | LINEAR                   |
| 351836 | 2006 QK102             | 19 d'agost de 2006     | Kitt Peak            | Spacewatch               |
| 351837 | 2006 QJ103             | 19 d'agost de 2006     | Kitt Peak            | Spacewatch               |
| 351838 | 2006 QQ103             | 27 d'agost de 2006     | Kitt Peak            | Spacewatch               |
| 351839 | 2006 QV110             | 30 d'agost de 2006     | Mayhill              | A. Lowe                  |
| 351840 | 2006 QX117             | 27 d'agost de 2006     | Anderson Mesa        | LONEOS                   |
| 351841 | 2006 QB120             | 29 d'agost de 2006     | Kitt Peak            | Spacewatch               |
| 351842 | 2006 QF136             | 29 d'agost de 2006     | Anderson Mesa        | LONEOS                   |
| 351843 | 2006 QQ138             | 16 d'agost de 2006     | Palomar              | NEAT                     |
| 351844 | 2006 QF139             | 17 d'agost de 2006     | Palomar              | NEAT                     |
| 351845 | 2006 QX158             | 19 d'agost de 2006     | Kitt Peak            | Spacewatch               |
| 351846 | 2006 QN180             | 23 d'agost de 2006     | Cerro Tololo         | M. W. Buie               |
| 351847 | 2006 RZ2               | 14 de setembre de 2006 | Eskridge             | Eskridge                 |
| 351848 | 2006 RZ10              | 12 de setembre de 2006 | Catalina             | CSS                      |
| 351849 | 2006 RO21              | 15 de setembre de 2006 | Kitt Peak            | Spacewatch               |
| 351850 | 2006 RM22              | 11 de setembre de 2006 | Catalina             | CSS                      |
| 351851 | 2006 RP23              | 13 de setembre de 2006 | Palomar              | NEAT                     |
| 351852 | 2006 RC29              | 15 de setembre de 2006 | Kitt Peak            | Spacewatch               |
| 351853 | 2006 RD29              | 15 de setembre de 2006 | Kitt Peak            | Spacewatch               |
| 351854 | 2006 RR31              | 15 de setembre de 2006 | Kitt Peak            | Spacewatch               |
| 351855 | 2006 RA34              | 12 de setembre de 2006 | Catalina             | CSS                      |
| 351856 | 2006 RS41              | 14 de setembre de 2006 | Kitt Peak            | Spacewatch               |
| 351857 | 2006 RP75              | 15 de setembre de 2006 | Kitt Peak            | Spacewatch               |
| 351858 | 2006 RO97              | 15 de setembre de 2006 | Kitt Peak            | Spacewatch               |
| 351859 | 2006 RT104             | 14 de setembre de 2006 | Vail-Jarnac          | Jarnac                   |
| 351860 | 2006 RC121             | 15 de setembre de 2006 | Kitt Peak            | Spacewatch               |
| 351861 | 2006 SX                | 17 de setembre de 2006 | Catalina             | CSS                      |
| 351862 | 2006 SZ                | 22 de juliol de 2006   | Mount Lemmon         | Mt. Lemmon Survey        |
| 351863 | 2006 SZ1               | 16 de setembre de 2006 | Catalina             | CSS                      |
| 351864 | 2006 SP2               | 16 de setembre de 2006 | Kitt Peak            | Spacewatch               |
| 351865 | 2006 SF24              | 16 de setembre de 2006 | Catalina             | CSS                      |
| 351866 | 2006 SA26              | 16 de setembre de 2006 | Catalina             | CSS                      |
| 351867 | 2006 SL32              | 17 de setembre de 2006 | Kitt Peak            | Spacewatch               |
| 351868 | 2006 SA38              | 18 de setembre de 2006 | Kitt Peak            | Spacewatch               |
| 351869 | 2006 ST42              | 18 de setembre de 2006 | Catalina             | CSS                      |
| 351870 | 2006 SP50              | 16 de setembre de 2006 | Palomar              | NEAT                     |
| 351871 | 2006 SH69              | 19 de setembre de 2006 | Kitt Peak            | Spacewatch               |
| 351872 | 2006 ST72              | 19 de setembre de 2006 | Kitt Peak            | Spacewatch               |
| 351873 | 2006 SS77              | 21 de setembre de 2006 | Kanab                | E. Sheridan              |
| 351874 | 2006 SB80              | 18 de setembre de 2006 | Kitt Peak            | Spacewatch               |
| 351875 | 2006 SK81              | 18 de setembre de 2006 | Kitt Peak            | Spacewatch               |
| 351876 | 2006 SO84              | 18 de setembre de 2006 | Kitt Peak            | Spacewatch               |
| 351877 | 2006 SP84              | 19 d'agost de 2001     | Cerro Tololo         | M. W. Buie               |
| 351878 | 2006 ST93              | 18 de setembre de 2006 | Kitt Peak            | Spacewatch               |
| 351879 | 2006 ST111             | 7 de març de 2003      | Apache Point         | Sloan Digital Sky Survey |
| 351880 | 2006 SR130             | 17 de setembre de 2006 | Catalina             | CSS                      |
| 351881 | 2006 SH139             | 21 de setembre de 2006 | Anderson Mesa        | LONEOS                   |
| 351882 | 2006 SQ139             | 21 de setembre de 2006 | Anderson Mesa        | LONEOS                   |
| 351883 | 2006 SJ147             | 19 de setembre de 2006 | Kitt Peak            | Spacewatch               |
| 351884 | 2006 ST151             | 19 de setembre de 2006 | Kitt Peak            | Spacewatch               |
| 351885 | 2006 SA164             | 25 de setembre de 2006 | Kitt Peak            | Spacewatch               |
| 351886 | 2006 SO189             | 26 de setembre de 2006 | Kitt Peak            | Spacewatch               |
| 351887 | 2006 SO194             | 26 de setembre de 2006 | Mount Lemmon         | Mt. Lemmon Survey        |
| 351888 | 2006 SQ202             | 25 de setembre de 2006 | Kitt Peak            | Spacewatch               |
| 351889 | 2006 SA211             | 26 de setembre de 2006 | Mount Lemmon         | Mt. Lemmon Survey        |
| 351890 | 2006 SU216             | 27 de setembre de 2006 | Kitt Peak            | Spacewatch               |
| 351891 | 2006 SZ216             | 27 de setembre de 2006 | Kitt Peak            | Spacewatch               |
| 351892 | 2006 SL220             | 17 de setembre de 2006 | Kitt Peak            | Spacewatch               |
| 351893 | 2006 SZ223             | 25 de setembre de 2006 | Mount Lemmon         | Mt. Lemmon Survey        |
| 351894 | 2006 SU229             | 21 de juliol de 2006   | Mount Lemmon         | Mt. Lemmon Survey        |
| 351895 | 2006 SU230             | 26 de setembre de 2006 | Kitt Peak            | Spacewatch               |
| 351896 | 2006 SN237             | 26 de setembre de 2006 | Kitt Peak            | Spacewatch               |
| 351897 | 2006 SF241             | 26 de setembre de 2006 | Kitt Peak            | Spacewatch               |
| 351898 | 2006 SE242             | 26 de setembre de 2006 | Kitt Peak            | Spacewatch               |
| 351899 | 2006 SZ249             | 26 de setembre de 2006 | Kitt Peak            | Spacewatch               |
| 351900 | 2006 SS252             | 26 de setembre de 2006 | Kitt Peak            | Spacewatch               |

## 351901-352000
| Nom    | Designació provisional | Data de descobriment   | Lloc de descobriment | Descobridor/s     |
| ------ | ---------------------- | ---------------------- | -------------------- | ----------------- |
| 351901 | 2006 SO261             | 26 de setembre de 2006 | Mount Lemmon         | Mt. Lemmon Survey |
| 351902 | 2006 SK262             | 26 de setembre de 2006 | Mount Lemmon         | Mt. Lemmon Survey |
| 351903 | 2006 SY291             | 24 de setembre de 2006 | Catalina             | CSS               |
| 351904 | 2006 SA292             | 25 de setembre de 2006 | Catalina             | CSS               |
| 351905 | 2006 ST310             | 27 de setembre de 2006 | Kitt Peak            | Spacewatch        |
| 351906 | 2006 SD317             | 27 de setembre de 2006 | Kitt Peak            | Spacewatch        |
| 351907 | 2006 SR324             | 27 de setembre de 2006 | Kitt Peak            | Spacewatch        |
| 351908 | 2006 SA332             | 28 de setembre de 2006 | Mount Lemmon         | Mt. Lemmon Survey |
| 351909 | 2006 SL354             | 30 de setembre de 2006 | Catalina             | CSS               |
| 351910 | 2006 SP355             | 30 de setembre de 2006 | Mount Lemmon         | Mt. Lemmon Survey |
| 351911 | 2006 SO356             | 30 de setembre de 2006 | Catalina             | CSS               |
| 351912 | 2006 SM357             | 30 de setembre de 2006 | Catalina             | CSS               |
| 351913 | 2006 SM358             | 30 de setembre de 2006 | Kitt Peak            | Spacewatch        |
| 351914 | 2006 SH374             | 16 de setembre de 2006 | Apache Point         | A. C. Becker      |
| 351915 | 2006 SX374             | 16 de setembre de 2006 | Apache Point         | A. C. Becker      |
| 351916 | 2006 SB377             | 17 de setembre de 2006 | Apache Point         | A. C. Becker      |
| 351917 | 2006 SL382             | 28 de setembre de 2006 | Apache Point         | A. C. Becker      |
| 351918 | 2006 SB386             | 29 de setembre de 2006 | Apache Point         | A. C. Becker      |
| 351919 | 2006 SL386             | 29 de setembre de 2006 | Apache Point         | A. C. Becker      |
| 351920 | 2006 SE387             | 30 de setembre de 2006 | Apache Point         | A. C. Becker      |
| 351921 | 2006 SO388             | 30 de setembre de 2006 | Apache Point         | A. C. Becker      |
| 351922 | 2006 SC389             | 30 de setembre de 2006 | Apache Point         | A. C. Becker      |
| 351923 | 2006 SQ389             | 30 de setembre de 2006 | Apache Point         | A. C. Becker      |
| 351924 | 2006 SK404             | 30 de setembre de 2006 | Mount Lemmon         | Mt. Lemmon Survey |
| 351925 | 2006 SO407             | 28 de setembre de 2006 | Mount Lemmon         | Mt. Lemmon Survey |
| 351926 | 2006 SH411             | 30 de setembre de 2006 | Mount Lemmon         | Mt. Lemmon Survey |
| 351927 | 2006 SO411             | 17 de setembre de 2006 | Catalina             | CSS               |
| 351928 | 2006 TN4               | 27 de setembre de 2006 | Catalina             | CSS               |
| 351929 | 2006 TH18              | 11 d'octubre de 2006   | Kitt Peak            | Spacewatch        |
| 351930 | 2006 TM24              | 12 d'octubre de 2006   | Kitt Peak            | Spacewatch        |
| 351931 | 2006 TR25              | 12 d'octubre de 2006   | Kitt Peak            | Spacewatch        |
| 351932 | 2006 TF28              | 30 de setembre de 2006 | Mount Lemmon         | Mt. Lemmon Survey |
| 351933 | 2006 TV31              | 12 d'octubre de 2006   | Kitt Peak            | Spacewatch        |
| 351934 | 2006 TS33              | 12 d'octubre de 2006   | Kitt Peak            | Spacewatch        |
| 351935 | 2006 TD35              | 12 d'abril de 2004     | Kitt Peak            | Spacewatch        |
| 351936 | 2006 TQ35              | 12 d'octubre de 2006   | Kitt Peak            | Spacewatch        |
| 351937 | 2006 TO36              | 27 de setembre de 2006 | Mount Lemmon         | Mt. Lemmon Survey |
| 351938 | 2006 TA37              | 12 d'octubre de 2006   | Kitt Peak            | Spacewatch        |
| 351939 | 2006 TW43              | 12 d'octubre de 2006   | Kitt Peak            | Spacewatch        |
| 351940 | 2006 TC44              | 12 d'octubre de 2006   | Kitt Peak            | Spacewatch        |
| 351941 | 2006 TN51              | 12 d'octubre de 2006   | Kitt Peak            | Spacewatch        |
| 351942 | 2006 TE58              | 13 d'octubre de 2006   | Kitt Peak            | Spacewatch        |
| 351943 | 2006 TB61              | 18 de setembre de 2006 | Kitt Peak            | Spacewatch        |
| 351944 | 2006 TF72              | 11 d'octubre de 2006   | Palomar              | NEAT              |
| 351945 | 2006 TQ74              | 2 d'octubre de 2006    | Catalina             | CSS               |
| 351946 | 2006 TO80              | 13 d'octubre de 2006   | Kitt Peak            | Spacewatch        |
| 351947 | 2006 TC81              | 13 d'octubre de 2006   | Kitt Peak            | Spacewatch        |
| 351948 | 2006 TW81              | 13 d'octubre de 2006   | Kitt Peak            | Spacewatch        |
| 351949 | 2006 TU84              | 13 d'octubre de 2006   | Kitt Peak            | Spacewatch        |
| 351950 | 2006 TF85              | 13 d'octubre de 2006   | Kitt Peak            | Spacewatch        |
| 351951 | 2006 TQ85              | 2 d'octubre de 2006    | Mount Lemmon         | Mt. Lemmon Survey |
| 351952 | 2006 TU85              | 4 d'octubre de 2006    | Mount Lemmon         | Mt. Lemmon Survey |
| 351953 | 2006 TA88              | 13 d'octubre de 2006   | Kitt Peak            | Spacewatch        |
| 351954 | 2006 TK88              | 13 d'octubre de 2006   | Kitt Peak            | Spacewatch        |
| 351955 | 2006 TC95              | 12 d'octubre de 2006   | Kitt Peak            | Spacewatch        |
| 351956 | 2006 TJ99              | 1 d'octubre de 2006    | Kitt Peak            | Spacewatch        |
| 351957 | 2006 TO102             | 28 de setembre de 2006 | Mount Lemmon         | Mt. Lemmon Survey |
| 351958 | 2006 TB113             | 1 d'octubre de 2006    | Apache Point         | A. C. Becker      |
| 351959 | 2006 TH113             | 1 d'octubre de 2006    | Apache Point         | A. C. Becker      |
| 351960 | 2006 TZ114             | 1 d'octubre de 2006    | Apache Point         | A. C. Becker      |
| 351961 | 2006 TQ117             | 3 d'octubre de 2006    | Apache Point         | A. C. Becker      |
| 351962 | 2006 TV122             | 12 d'octubre de 2006   | Kitt Peak            | Spacewatch        |
| 351963 | 2006 TQ128             | 1 d'octubre de 2006    | Kitt Peak            | Spacewatch        |
| 351964 | 2006 TG129             | 12 d'octubre de 2006   | Palomar              | NEAT              |
| 351965 | 2006 UV2               | 16 d'octubre de 2006   | Kitt Peak            | Spacewatch        |
| 351966 | 2006 UC7               | 16 d'octubre de 2006   | Catalina             | CSS               |
| 351967 | 2006 UK7               | 16 d'octubre de 2006   | Catalina             | CSS               |
| 351968 | 2006 UA13              | 17 d'octubre de 2006   | Mount Lemmon         | Mt. Lemmon Survey |
| 351969 | 2006 UR14              | 17 d'octubre de 2006   | Mount Lemmon         | Mt. Lemmon Survey |
| 351970 | 2006 UT19              | 16 d'octubre de 2006   | Kitt Peak            | Spacewatch        |
| 351971 | 2006 UD28              | 16 d'octubre de 2006   | Kitt Peak            | Spacewatch        |
| 351972 | 2006 UG30              | 16 d'octubre de 2006   | Kitt Peak            | Spacewatch        |
| 351973 | 2006 UD45              | 25 de setembre de 2006 | Mount Lemmon         | Mt. Lemmon Survey |
| 351974 | 2006 UH56              | 19 de setembre de 2006 | Catalina             | CSS               |
| 351975 | 2006 UR59              | 29 d'agost de 2006     | Catalina             | CSS               |
| 351976 | 2006 UP64              | 23 d'octubre de 2006   | Vallemare Borbon     | V. S. Casulli     |
| 351977 | 2006 UB70              | 17 d'octubre de 1995   | Kitt Peak            | Spacewatch        |
| 351978 | 2006 UZ83              | 17 d'octubre de 2006   | Kitt Peak            | Spacewatch        |
| 351979 | 2006 UC85              | 17 d'octubre de 2006   | Mount Lemmon         | Mt. Lemmon Survey |
| 351980 | 2006 UG98              | 18 d'octubre de 2006   | Kitt Peak            | Spacewatch        |
| 351981 | 2006 UR98              | 18 d'octubre de 2006   | Kitt Peak            | Spacewatch        |
| 351982 | 2006 UR100             | 18 d'octubre de 2006   | Kitt Peak            | Spacewatch        |
| 351983 | 2006 US107             | 18 d'octubre de 2006   | Kitt Peak            | Spacewatch        |
| 351984 | 2006 UH125             | 19 d'octubre de 2006   | Kitt Peak            | Spacewatch        |
| 351985 | 2006 UF131             | 2 d'octubre de 2006    | Mount Lemmon         | Mt. Lemmon Survey |
| 351986 | 2006 UV134             | 19 d'octubre de 2006   | Kitt Peak            | Spacewatch        |
| 351987 | 2006 UK136             | 4 d'octubre de 2006    | Mount Lemmon         | Mt. Lemmon Survey |
| 351988 | 2006 UD156             | 21 d'octubre de 2006   | Mount Lemmon         | Mt. Lemmon Survey |
| 351989 | 2006 UF179             | 16 d'octubre de 2006   | Catalina             | CSS               |
| 351990 | 2006 UJ179             | 16 d'octubre de 2006   | Catalina             | CSS               |
| 351991 | 2006 UX183             | 28 de setembre de 2006 | Catalina             | CSS               |
| 351992 | 2006 UA188             | 19 d'octubre de 2006   | Catalina             | CSS               |
| 351993 | 2006 UG188             | 19 d'octubre de 2006   | Catalina             | CSS               |
| 351994 | 2006 US190             | 19 d'octubre de 2006   | Catalina             | CSS               |
| 351995 | 2006 UZ191             | 19 d'octubre de 2006   | Catalina             | CSS               |
| 351996 | 2006 UK192             | 19 d'octubre de 2006   | Catalina             | CSS               |
| 351997 | 2006 UA194             | 20 d'octubre de 2006   | Kitt Peak            | Spacewatch        |
| 351998 | 2006 UF203             | 22 d'octubre de 2006   | Palomar              | NEAT              |
| 351999 | 2006 UF208             | 23 d'octubre de 2006   | Kitt Peak            | Spacewatch        |
| 352000 | 2006 UL210             | 23 d'octubre de 2006   | Kitt Peak            | Spacewatch        |